# 2009-es Formula–1 világbajnokság
A 2009. évi, sorrendben 60. Formula–1-es szezon március 29-én kezdődött és november 1-jén fejeződött be. Ezalatt 17 futamot rendeztek meg.
Az elmúlt évtizedek legradikálisabb szabálymódosítási csomagja nyomán 2009-ben a korábbitól jelentősen eltérő felépítésű autókkal, megváltozott lebonyolítási szabályok mellett futották a világbajnokságot.
A szezon előtt rövid ideig úgy tűnt, hogy az egyéni világbajnoki cím a sportág története során először nem a szerzett pontok, hanem a győzelmek száma alapján dől majd el, de az FIA a csapatok nyomására elállt a tervezettől és helyben hagyta a 2003 óta érvényben lévő pontozási rendszert.

## Változások 2009-ben
| A 2008-as és a 2009-es BMW Sauber |
| --------------------------------- |

### Technikai szabályváltozások

#### Az előzés megkönnyítése érdekében

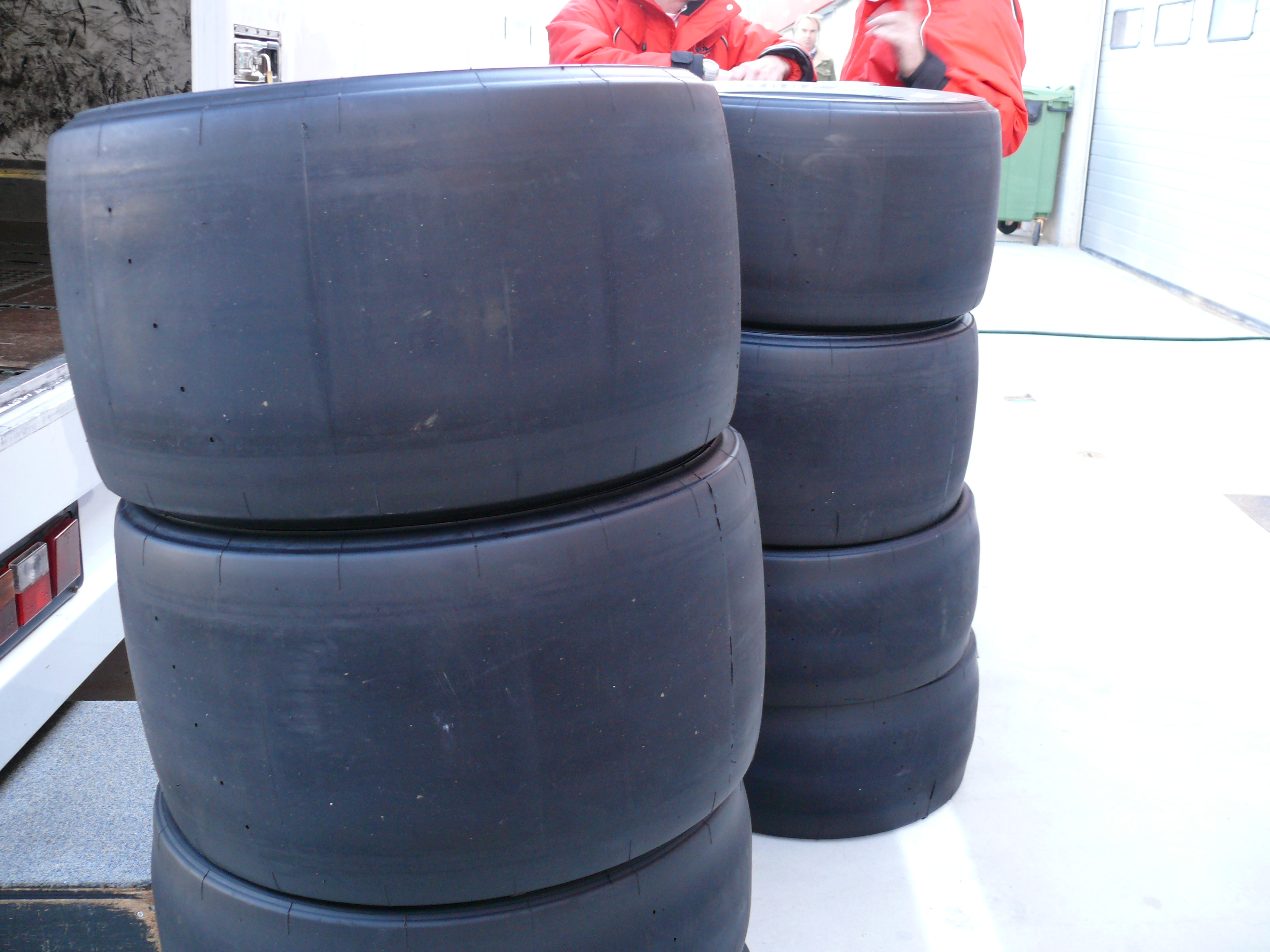
Slick, azaz sima futófelületű gumik

2009-ben visszatértek az 1997-es évad után betiltott slick, azaz sima futófelületű gumik. Nagymértékben csökkent a leszorítóerő, szélesebbek lettek az első szárnyak, valamint keskenyebbek és magasabbak a hátsó szárnyak, ezek a '80-as években voltak használatosak.
Az FIA a 2009-es szezonban megengedte a KERS (Kinetic Energy Recovery System) nevű eszköz használatát, amely elraktározza a mozgási energia egy részét, és azt a versenyzők a kigyorsításoknál felhasználhatják. Ez egy bonyolult rendszer, az autók hátuljában foglalt helyet, ami elég nehéz (kb. 30–50 kg).

#### A költségcsökkentés érdekében
2005-ben korlátozták először a motorcserét két hétvégére. 2009-től egy versenyző egy szezonban csak nyolc motort használhatott el, valamint a csapatok kaptak további négy motort tesztelésre (tehát egy csapat 20 motort használhat fel egy évben). Ezen kívül a V8-asok fordulatszámát 18 000-re csökkentették. A csapatok egyhangúlag megegyeztek abban, hogy a Renault csapat fejlesztheti a motorját, ugyanis ők szó szerint értelmezték a szabályokat, mellyel bizonyíthatóan hátrányba kerültek a riválisokkal szemben, akik a kiskapukat kihasználták. Megtiltották a szezon alatti teszteket, így a csapatok csak a szabadedzéseken tudták kipróbálni az újításokat. A gyárakat az évben hat hétre be kellett zárni. 2009. január 1-jétől csak az élethű autók max. 60%-os modelljét lehet tesztelni a szélcsatornában, amelyek nem generálhatnak 50 m/s-nál (180 km/h) nagyobb sebességet.
Csökkent a személyzetek létszáma, mivel a csapatok nem alkalmazhatnak „kémeket”, akik más csapatoktól gyűjtenek információkat (gumikról, üzemanyagról stb.), így a csapatoknak meg kell osztaniuk egymással ezeket az információkat.

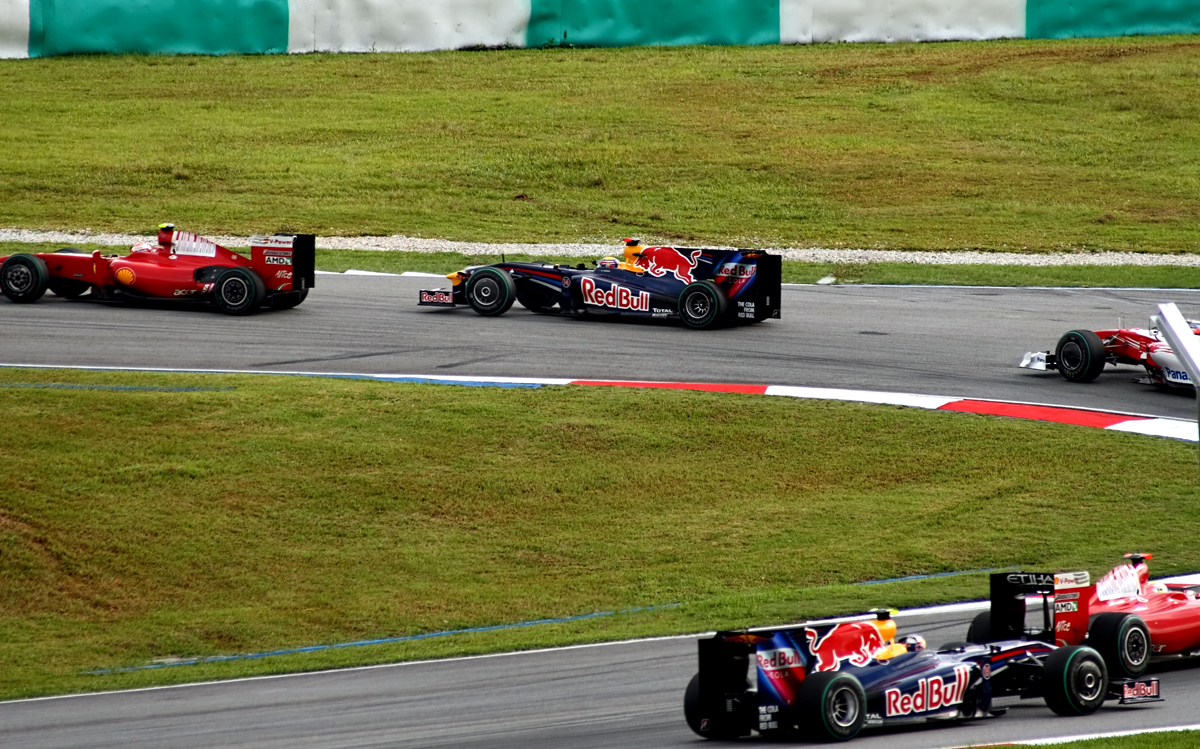
A maláj nagydíj

2009 márciusában arról is döntés született, hogy 2010-től fakultatív 30 millió fontos költségplafont vezetnek be. A korlátozást elfogadó csapatok nagyobb mozgásteret kapnak a fejlesztések terén.

### A lebonyolítási rendszer változásai
2009-ben újra lehetett a biztonsági autós szakasz alatt tankolni, mely ideje alatt működésbe lép egy elektronikus rendszer, ami nem engedi a pályán lévőkhöz képest előnyhöz jutni a boxba kiálló autót.

Az időmérő edzések egyes szakaszai után, illetve a versenyből kiesett versenyzőknek kötelező a sajtó rendelkezésére állniuk. A verseny végeztével a nem dobogósoknak is kötelező azonnal interjút adni.
Bernie Ecclestone javaslatára az FIA Motorsport Világtanácsa 2009. március 17-én úgy határozott, hogy az egyéni világbajnoki címet az idény során legtöbb győzelmet elérő versenyző nyeri, a döntést azonban a csapatok nyomására három nappal később visszavonták. Az új rendszer lehetséges bevezetési időpontjának a 2010-es szezont jelölték ki, ha akkor már bírják az érintettek egyetértését.

### Csapatok
A Force India csapat a Mercedes erőforrásaira váltott a korábbi Ferrariról, ezzel együtt egyéb technikai felszereléseket is kaptak a McLaren csoporttól.
A gazdasági válság miatt a Honda 2008. december 5-én bejelentette csapata azonnali kivonulását a Formula–1-ből, a csapatot eladásra kínálták, amelyet végül a csapatfőnök Ross Brawn vett meg 2009 márciusában. A válság miatt a Williams is fizetésképtelenné vált a szezon előtt, de az Ecclestone által adott pénzösszegnek köszönhetően el tudtak indulni a szezonban.
Az évad végén a BMW Sauber és a Toyota is kivonult a sportágból.

### Versenyzők

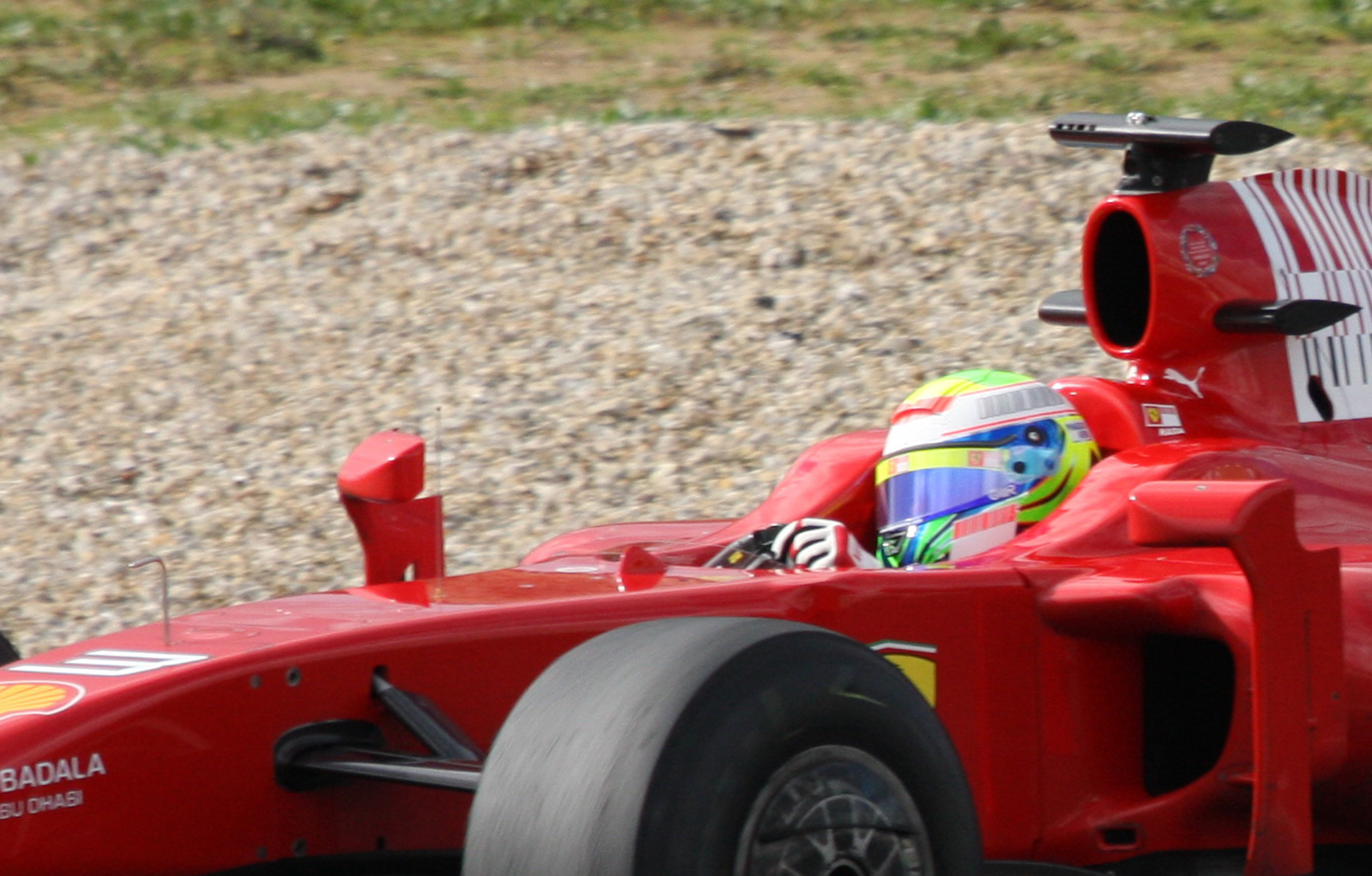
Felipe Massa egy jerezi teszten

Az évad előtt a megszokottnál kevesebb versenyző váltott csapatot.
David Coulthard 2008. július 3-án jelentette be visszavonulását a Red Bull Racingnél, helyét a Toro Rossótól átigazoló Sebastian Vettel vette át, a Toro Rossóhoz a svájci Sébastien Buemi került. Az összes többi csapatot (beleértve a Hondából megalakult Brawnt is) nem érintette versenyző-változás.
Sébastien Bourdais-t a magyar nagydíj előtt elbocsátották a Toro Rossótól, a 19 éves spanyol Jaime Alguersuari kapta a francia ülését, aki ezzel a legfiatalabb versenyző lett a Formula–1 történelmében. Felipe Massa a magyarországi időmérőn történt balesete után már nem tudott rajhoz állni az évadban. Egy ideig úgy tűnt, Michael Schumacher fogja helyettesíteni a Ferrarinál, de a hétszeres bajnok nyakfájása miatt nem tudta vállalni a helyettesítést. A választás a tesztpilóta Luca Badoerre esett, de két versenye egyikén sem tudott pontot szerezni. Helyére Giancarlo Fisichella érkezett a Force Indiától, de ő se tudott pontot szerezni. Az indiai csapatnál az olasz Vitantonio Liuzzi helyettesítette honfitársát.

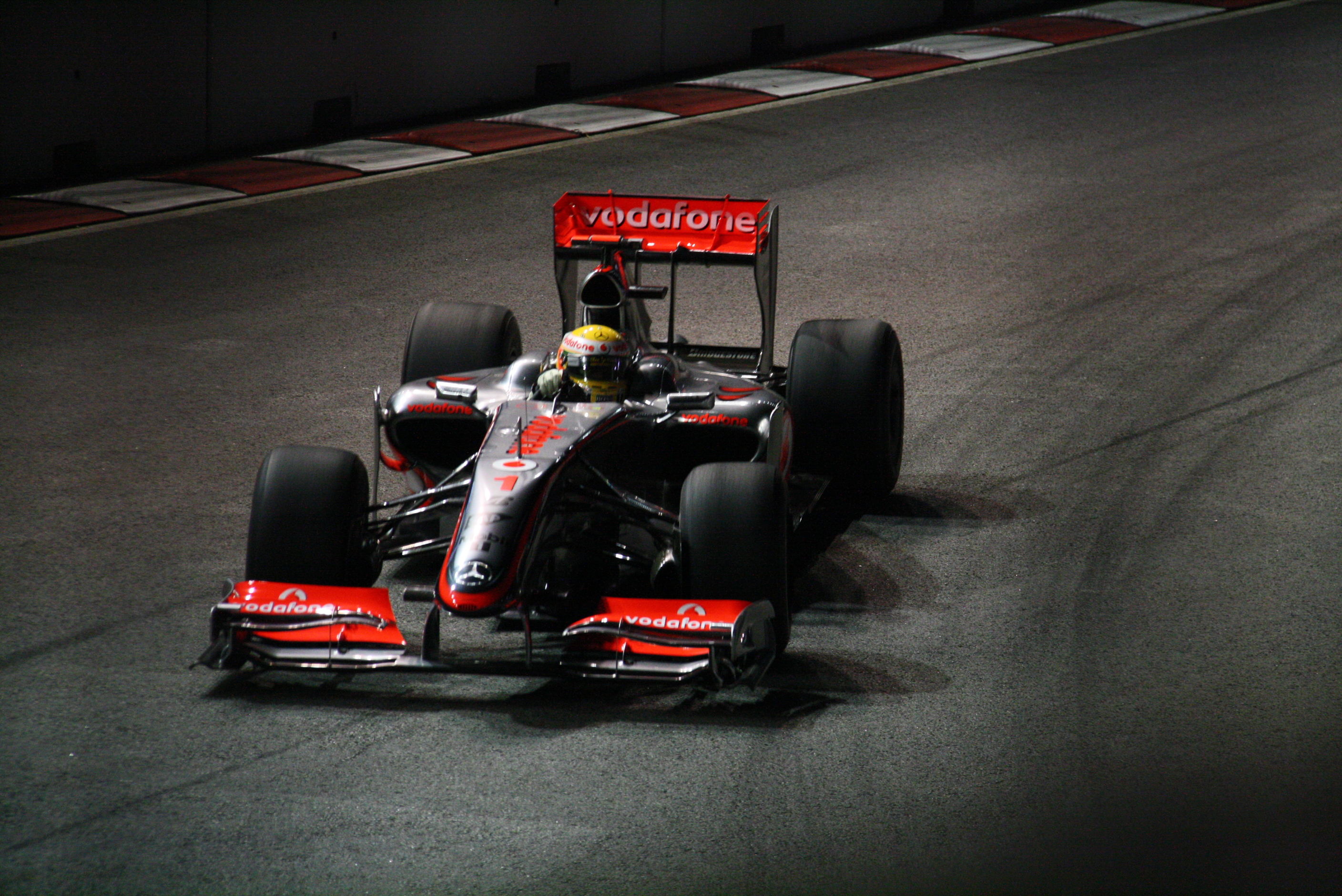
Lewis Hamilton a McLarennel

A Renault-tól a magyar nagydíj után elbocsátották Nelson Angelo Piquet-t, helyére a francia Romain Grosjean-t ültették be. A Toyotánál a japán nagydíj után a tesztversenyző Kobajasi Kamui helyettesítette a lábsérülést szenvedő Timo Glockot.

## Átigazolások

### Csapatváltások
- Sebastian Vettel; Scuderia Toro Rosso pilóta → Red Bull Racing pilóta
- Jenson Button; Honda pilóta → Brawn GP pilóta
- Rubens Barrichello; Honda pilóta → Brawn GP pilóta

### Visszatérő pilóták
- Luca Badoer; Scuderia Ferrari tesztpilóta → Scuderia Ferrari pilóta (Felipe Massát helyettesítette az Európa és a Belga Nagydíjon)
- Vitantonio Liuzzi; Sahara Force India tesztpilóta → Sahara Force India pilóta (Giancarlo Fisichella helyettese az Olasz Nagydíjtól kezdve)

### Újonc pilóták
- Sébastien Buemi; Red Bull Racing tesztpilóta → Scuderia Toro Rosso pilóta
- Romain Grosjean; Renault tesztpilóta → Renault pilóta (Az Európa Nagydíjtól kezdve Nelson Angelo Piquet helyettese)
- Kobajasi Kamui; Toyota tesztpilóta → Toyota pilóta (Timo Glock helyettese az utolsó két futamon)
- Jaime Alguersuari; Scuderia Toro Rosso és Red Bull Racing tesztpilóta → Scuderia Toro Rosso pilóta (a Magyar Nagydíjtól kezdve Sébastien Bourdais helyettese)

### Távozó pilóták
- David Coulthard; Red Bull Racing pilóta → Scuderia Toro Rosso és Red Bull Racing tesztpilóta

- Szató Takuma; Super Aguri pilóta →
- Anthony Davidson; Super Aguri pilóta → Brawn GP tartalékpilóta

### Távozó csapatok
- Honda
- Super Aguri-Honda

### Újonc csapatok
- Brawn GP

### Év közbeni pilótacserék
- Felipe Massát a hungaroringi balesete miatt két futamon  Luca Badoer, majd  Giancarlo Fisichella helyettesítette.
- Nelsinho Piquet-t a Magyar Nagydíj után elbocsátották, így őt a szezon végéig  Romain Grosjean helyettesítette.
- Timo Glockot lábtörése miatt az utolsó két futamon  Kobajasi Kamui helyettesítette.
- Sébastien Bourdais-t elbocsátották, így a Magyar Nagydíjtól kezdve  Jaime Alguersuari helyettesítette.
- Giancarlo Fisichellát, mivel a Ferrarihoz igazolt,  Vitantonio Liuzzi helyettesítette.

## A szezon előtt

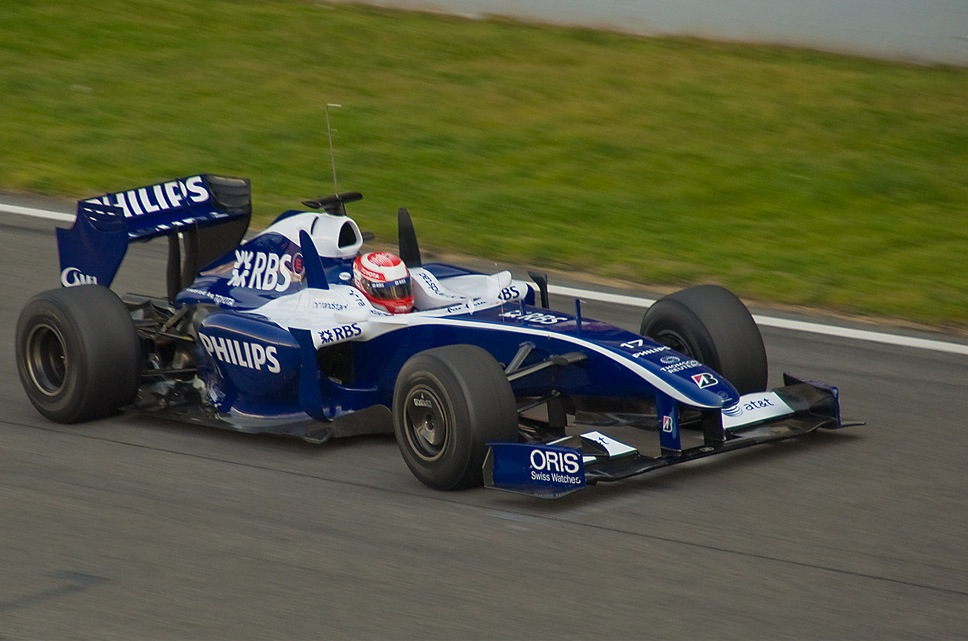
Nakadzsima a Williams FW31-gyel

Az első 2009-es szezonra való kollektív tesztet 2008 novemberében tartották Barcelonában, két héttel az előző világbajnokság vége után. A Toyota kivételével az összes csapat részt vett rajta, amelyek az új slick abroncsokat és az aerodinamikai változtatásokat teszteltek. A BMW Sauber lépett pályára a legradikálisabb változtatásokkal, autójukon már a 2009-es első- és hátsó szárny is szerepelt. Sébastien Buemi a Toro Rossóval, Lucas di Grassi és Bruno Senna a Hondával vezetett először F1-es autót. Szató Takuma visszatért néhány tesztnapra a Toro Rossóhoz, míg a Rali-világbajnok Sébastien Loeb a Red Bull Racing autójával lépett pályára.
2008. december 5-én Takeó Fukui, a Honda vezérigazgatója bejelentette, hogy a gazdasági válság miatt a gyár nem kíván tovább részt venni a Formula–1-ben, így a csapatot eladásra kínálják.

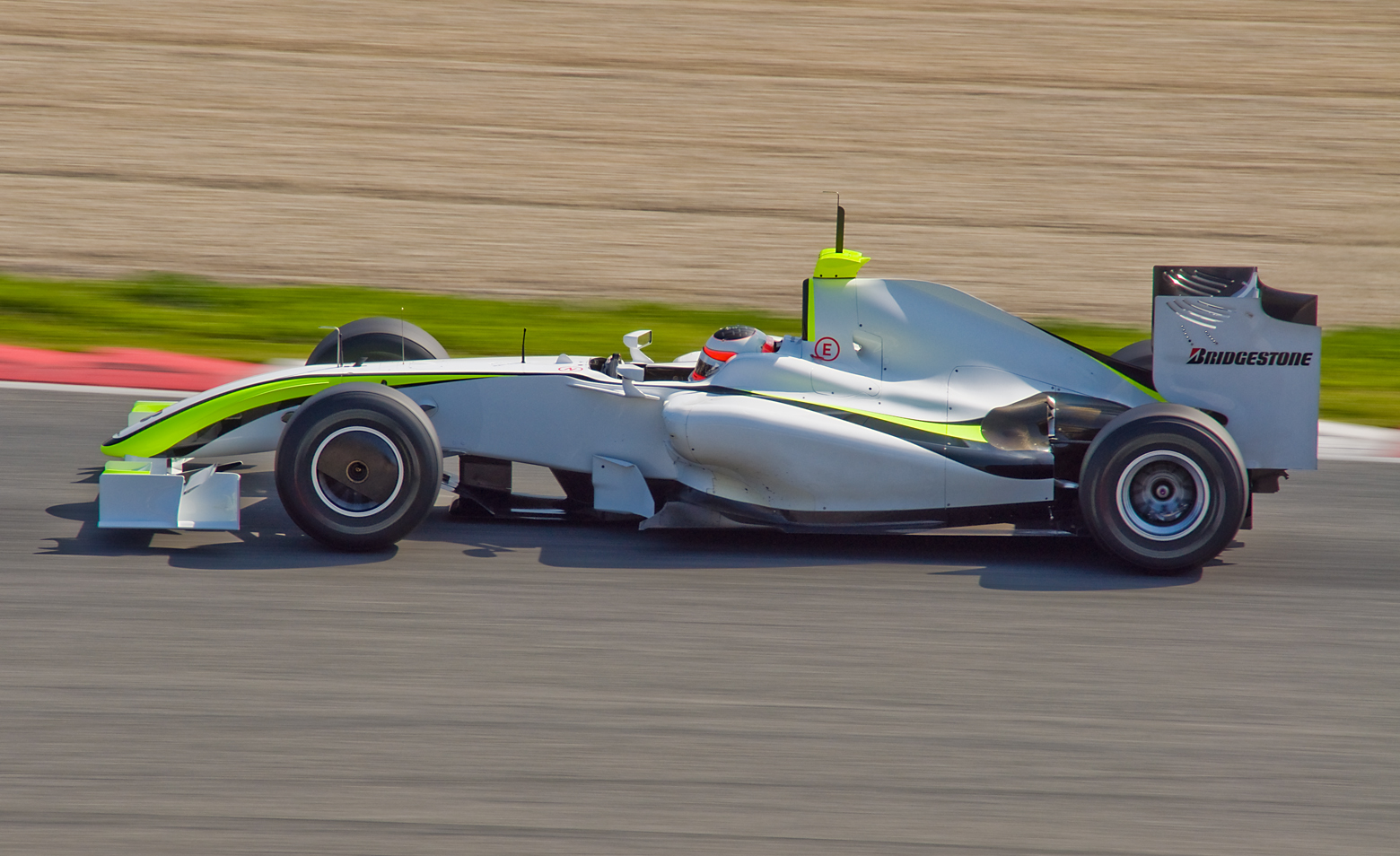
Barrichello a márciusi barcelonai teszten

Még novemberben a gyorsasági motoros világbajnok Valentino Rossi a Ferrari F2008-ast vezette Mugellóban.
A következő közös tesztsorozatot decemberben, Jerezben tartották, ahol 6 csapat vett részt. Buemi mind a három napon az élen végzett a 2008-as Toro Rossóval, mivel a többi csapat már a 2009-es elemeket tesztelte autóin.
Az első 2009-es autók bemutatója (először a Ferrari mutatta be új autóját Mugellóban) után a csapatok január 19-étől az új portugál pályán, az Algarve Motor Parkban teszteltek. Az első két napon heves eső hátráltatta a csapatokat, csak a 3. napon tudtak száraz időben tesztelni. A Ferrari emiatt Mugellóban tesztelt, ám ott is esett az eső. Ezalatt a BMW Sauber Valenciában napos időben tesztelte az F1.09-est.
A március 9-én kezdődő barcelonai tesztsorozat volt az első, ahol mindegyik csapat már a 2009-es autójával indult. Itt mutatta be az STR4-et a Toro Rosso és részt vett az újonc Brawn GP is, amely meglepetést okozott Button 4. helyével az első napon. A 3. napon Button már több mint egy másodperccel végzett a 2. Massa előtt, a negyedik napon a szintén brawnos Barrichello volt a leggyorsabb, elsőként autózva 1:18-as időt.
Március 15-én tartották az utolsó tesztsorozatot az idény kezdete előtt, ahol a Renault, a Brawn és a Williams vett részt. Itt az első és a harmadik napon a Brawné, a második napon a Renault-é lett a leggyorsabb idő.

### Duplafedeles diffúzor

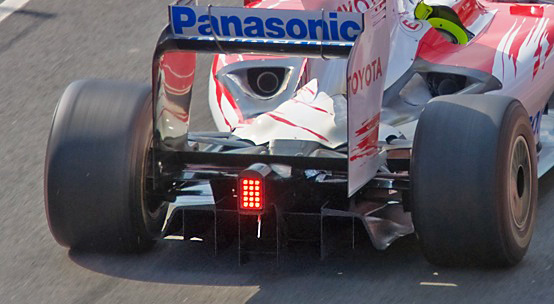
A vitatott diffúzor a Toyota TF109-esen

A szezon előtti tesztidőszak alatt és az év elején nagy vitákat váltottak ki az úgynevezett duplafedeles diffúzorok.
Három csapat: a Toyota, a Williams és a Brawn GP választotta ezt a megoldást, amelynek köszönhetően nagy előnyre tettek szert, míg a többiek hátrányba kerültek és szabálytalannak találták a diffúzort. A szezonnyitó ausztrál nagydíj előtt szabályosnak nyilvánították a versenybírók, de ezután ismét óvást nyújtott be a Red Bull, a Ferrari, a Renault és BMW. Az ügyet április 14-én újratárgyalták és ismételten szabályosnak nyilvánították, az óvást elutasította az FIA, így a többi csapat kénytelen volt beépíteni az autójába az új diffúzort.

### Új autófejlesztések

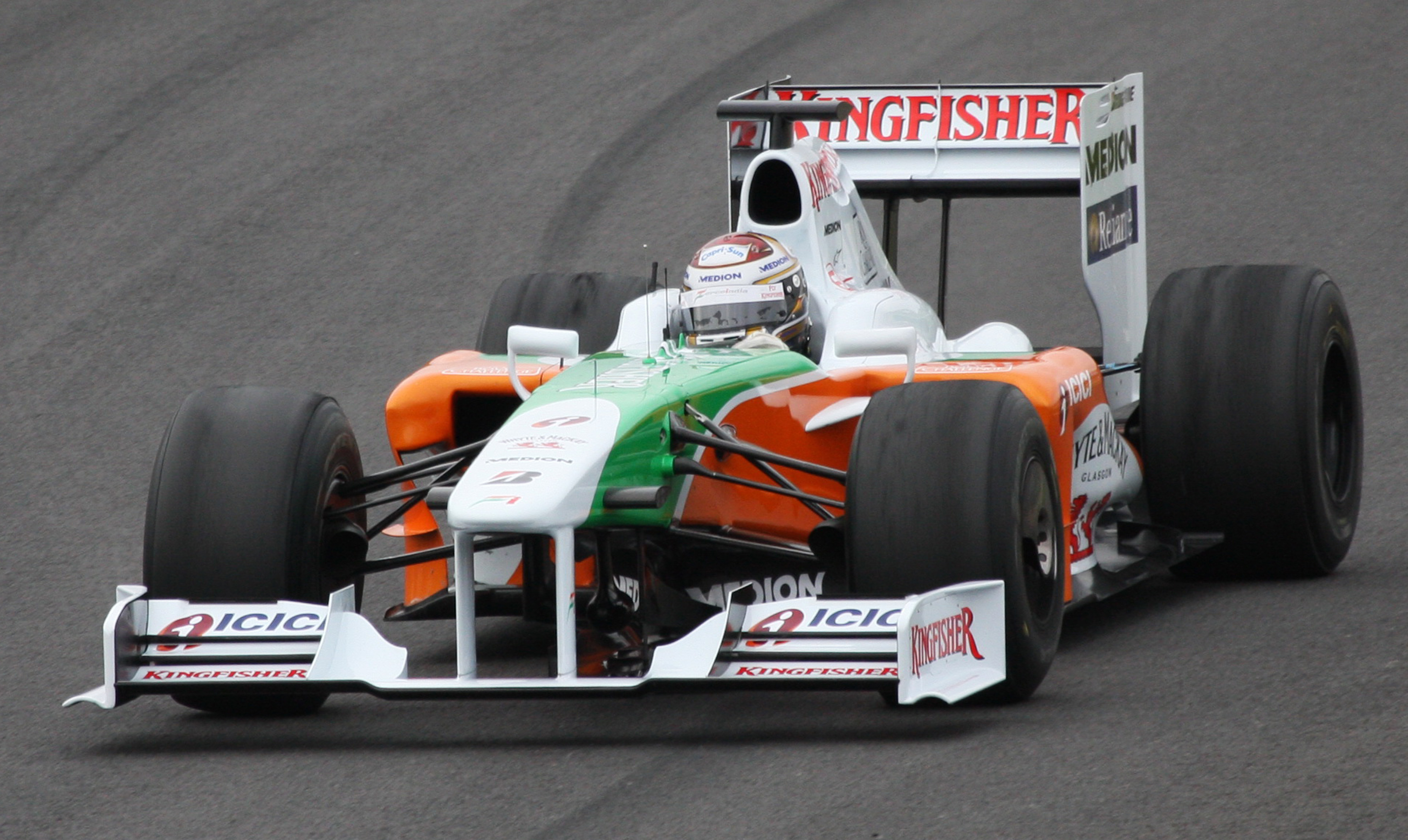
Sutil a Force India VJM02-vel

| Konstruktőr          | Autó    | Bemutatás ideje | Bemutatás helye                         |
| -------------------- | ------- | --------------- | --------------------------------------- |
| Ferrari              | F60     | Január 12       | Mugello, Olaszország                    |
| Toyota               | TF109   | Január 15       | Online                                  |
| McLaren-Mercedes     | MP4-24  | Január 16       | Woking, Egyesült Királyság              |
| Renault              | R29     | Január 19       | Portimão, Portugália                    |
| Williams-Toyota      | FW31    | Január 19       | Portimão, Portugália                    |
| BMW Sauber           | F1.09   | Január 20       | Valencia, Spanyolország                 |
| Red Bull-Renault     | RB5     | Február 9       | Circuito de Jerez, Spanyolország        |
| Force India-Mercedes | VJM02   | Március 1       | Circuito de Jerez, Spanyolország        |
| Brawn-Mercedes       | BGP 001 | Március 6       | Silverstone Circuit, Egyesült Királyság |
| Toro Rosso-Ferrari   | STR4    | Március 9       | Circuit de Catalunya, Spanyolország     |

## Csapatok és versenyzők
| Csapat                    | Konstruktőr | Kasztni | Motor            | Gumi | #  | Versenyzők            | Versenyek | Tesztpilóták                                      |
| ------------------------- | ----------- | ------- | ---------------- | ---- | -- | --------------------- | --------- | ------------------------------------------------- |
| Vodafone McLaren-Mercedes | McLaren     | MP4-24  | Mercedes FO 108W | B    | 1  | Lewis Hamilton        | 1–17      | Pedro de la Rosa Gary Paffett                     |
| Vodafone McLaren-Mercedes | McLaren     | MP4-24  | Mercedes FO 108W | B    | 2  | Heikki Kovalainen     | 1–17      | Pedro de la Rosa Gary Paffett                     |
| Scuderia Ferrari Marlboro | Ferrari     | F60     | Ferrari 056      | B    | 3  | Felipe Massa          | 1–10      | Luca Badoer Marc Gené                             |
| Scuderia Ferrari Marlboro | Ferrari     | F60     | Ferrari 056      | B    | 3  | Luca Badoer ‡         | 11-12     | Luca Badoer Marc Gené                             |
| Scuderia Ferrari Marlboro | Ferrari     | F60     | Ferrari 056      | B    | 3  | Giancarlo Fisichella‡ | 13-17     | Luca Badoer Marc Gené                             |
| Scuderia Ferrari Marlboro | Ferrari     | F60     | Ferrari 056      | B    | 4  | Kimi Räikkönen        | 1–17      | Luca Badoer Marc Gené                             |
| BMW Sauber F1 Team        | BMW Sauber  | F1.09   | BMW P86/9        | B    | 5  | Robert Kubica         | 1–17      | Christian Klien                                   |
| BMW Sauber F1 Team        | BMW Sauber  | F1.09   | BMW P86/9        | B    | 6  | Nick Heidfeld         | 1–17      | Christian Klien                                   |
| ING Renault F1 Team       | Renault     | R29     | Renault RS27     | B    | 7  | Fernando Alonso       | 1–17      | Romain Grosjean Lucas di Grassi                   |
| ING Renault F1 Team       | Renault     | R29     | Renault RS27     | B    | 8  | Nelsinho Piquet       | 1–10      | Romain Grosjean Lucas di Grassi                   |
| ING Renault F1 Team       | Renault     | R29     | Renault RS27     | B    | 8  | Romain Grosjean       | 11-17     | Romain Grosjean Lucas di Grassi                   |
| Panasonic Toyota Racing   | Toyota      | TF109   | Toyota RVX-09    | B    | 9  | Jarno Trulli          | 1-17      | Kobajasi Kamui                                    |
| Panasonic Toyota Racing   | Toyota      | TF109   | Toyota RVX-09    | B    | 10 | Timo Glock            | 1–15      | Kobajasi Kamui                                    |
| Panasonic Toyota Racing   | Toyota      | TF109   | Toyota RVX-09    | B    | 10 | Kobajasi Kamui        | 16–17     | Kobajasi Kamui                                    |
| Scuderia Toro Rosso       | Toro Rosso  | STR4    | Ferrari 056      | B    | 11 | Sébastien Bourdais    | 1–9       | Jaime Alguersuari David Coulthard Brendon Hartley |
| Scuderia Toro Rosso       | Toro Rosso  | STR4    | Ferrari 056      | B    | 11 | Jaime Alguersuari     | 10-17     | Jaime Alguersuari David Coulthard Brendon Hartley |
| Scuderia Toro Rosso       | Toro Rosso  | STR4    | Ferrari 056      | B    | 12 | Sébastien Buemi       | 1–17      | Jaime Alguersuari David Coulthard Brendon Hartley |
| Red Bull Racing           | Red Bull    | RB5     | Renault RS27     | B    | 14 | Mark Webber           | 1–17      | Jaime Alguersuari David Coulthard Brendon Hartley |
| Red Bull Racing           | Red Bull    | RB5     | Renault RS27     | B    | 15 | Sebastian Vettel      | 1–17      | Jaime Alguersuari David Coulthard Brendon Hartley |
| AT&T WilliamsF1 Team      | Williams    | FW31    | Toyota RVX-09    | B    | 16 | Nico Rosberg          | 1–17      | Nico Hülkenberg                                   |
| AT&T WilliamsF1 Team      | Williams    | FW31    | Toyota RVX-09    | B    | 17 | Nakadzsima Kazuki     | 1–17      | Nico Hülkenberg                                   |
| Force India F1 Team       | Force India | VJM02   | Mercedes FO 108W | B    | 20 | Adrian Sutil          | 1–17      | Vitantonio Liuzzi                                 |
| Force India F1 Team       | Force India | VJM02   | Mercedes FO 108W | B    | 21 | Giancarlo Fisichella  | 1–12      | Vitantonio Liuzzi                                 |
| Force India F1 Team       | Force India | VJM02   | Mercedes FO 108W | B    | 21 | Vitantonio Liuzzi‡    | 13-17     | Vitantonio Liuzzi                                 |
| Brawn GP F1 Team          | Brawn       | BGP 001 | Mercedes FO 108W | B    | 22 | Jenson Button         | 1–17      | Anthony Davidson Alexander Wurz                   |
| Brawn GP F1 Team          | Brawn       | BGP 001 | Mercedes FO 108W | B    | 23 | Rubens Barrichello    | 1–17      | Anthony Davidson Alexander Wurz                   |

## A 2009-es Formula–1-es szezon versenynaptára
A FIA 2008. november 5-én kiadott naptára
| Verseny | Hivatalos név                       | Nagydíj            | Pálya                          | Város          | Dátum          | Idő   | Idő   | Idő   | Pályarajz   |
| Verseny | Hivatalos név                       | Nagydíj            | Pálya                          | Város          | Dátum          | Helyi | UTC   | CET   | Pályarajz   |
| ------- | ----------------------------------- | ------------------ | ------------------------------ | -------------- | -------------- | ----- | ----- | ----- | ----------- |
| 1       | ING Australian Grand Prix           | ausztrál nagydíj   | Albert Park Grand Prix Circuit | Melbourne      | március 29.    | 17:00 | 06:00 | 07:00 | Melbourne   |
| 2       | Petronas Malaysian Grand Prix       | maláj nagydíj      | Sepang International Circuit   | Kuala Lumpur   | április 5.     | 17:00 | 10:00 | 11:00 | Sepang      |
| 3       | Sinopec Chinese Grand Prix          | kínai nagydíj      | Shanghai International Circuit | Sanghaj        | április 19.    | 15:00 | 07:00 | 08:00 | Sanghaj     |
| 4       | Gulf Air Bahrain Grand Prix         | bahreini nagydíj   | Bahrain International Circuit  | Sakhir, Manama | április 26.    | 15:00 | 13:00 | 14:00 | Bahrein     |
| 5       | Gran Premio de España Telefónica    | spanyol nagydíj    | Circuit de Catalunya           | Barcelona      | május 10.      | 14:00 | 13:00 | 14:00 | Barcelona   |
| 6       | Grand Prix de Monaco                | monacói nagydíj    | Circuit de Monaco              | Monte-Carlo    | május 24.      | 14:00 | 13:00 | 14:00 | Monte Carlo |
| 7       | Petrol Ofisi Turkish Grand Prix     | török nagydíj      | Isztambul Park                 | Isztambul      | június 7.      | 15:00 | 13:00 | 14:00 | Isztambul   |
| 8       | Santander British Grand Prix        | brit nagydíj       | Silverstone Circuit            | Silverstone    | június 21.     | 13:00 | 13:00 | 14:00 | Silverstone |
| 9       | Großer Preis von Deutschland        | német nagydíj      | Nürburgring                    | Nürburg        | július 12.     | 14:00 | 13:00 | 14:00 | Nürburg     |
| 10      | ING Magyar Nagydíj                  | magyar nagydíj     | Hungaroring                    | Budapest       | július 26.     | 14:00 | 13:00 | 14:00 | Mogyoród    |
| 11      | Telefónica Grand Prix of Europe     | európai nagydíj    | Valencia Street Circuit        | Valencia       | augusztus 23.  | 14:00 | 13:00 | 14:00 | Valencia    |
| 12      | ING Belgian Grand Prix              | belga nagydíj      | Circuit de Spa-Francorchamps   | Spa            | augusztus 30.  | 14:00 | 13:00 | 14:00 | Spa         |
| 13      | Gran Premio Santander d'Italia      | olasz nagydíj      | Autodromo Nazionale di Monza   | Monza          | szeptember 13. | 14:00 | 13:00 | 14:00 | Monza       |
| 14      | SingTel Singapore Grand Prix        | szingapúri nagydíj | Singapore Street Circuit       | Szingapúr      | szeptember 27. | 20:00 | 13:00 | 14:00 | Szingapúr   |
| 15      | Fuji Television Japanese Grand Prix | japán nagydíj      | Suzuka Circuit                 | Szuzuka        | október 4.     | 14:00 | 06:00 | 07:00 | Suzuka      |
| 16      | Grande Prêmio do Brasil             | brazil nagydíj     | Autódromo José Carlos Pace     | São Paulo      | október 18.    | 14:00 | 16:00 | 17:00 | Interlagos  |
| 17      | Etihad Airways Abu Dhabi Grand Prix | Abu-Dzabi Nagydíj  | Yas Marina Circuit             | Abu-Dzabi      | november 1.    | 17:00 | 13:00 | 14:00 | Abu Dzabi   |

## 2009 versenyei

### Ausztrál nagydíj

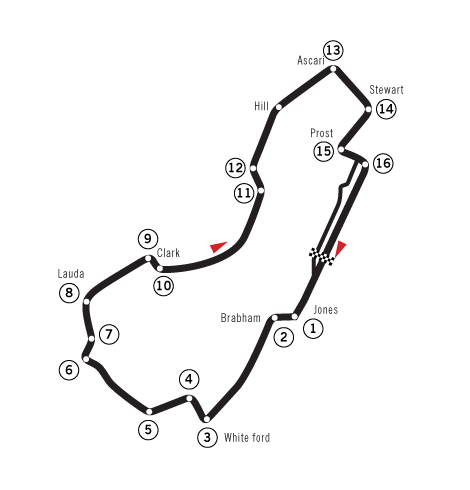
Melbourne Grand Prix Circuit

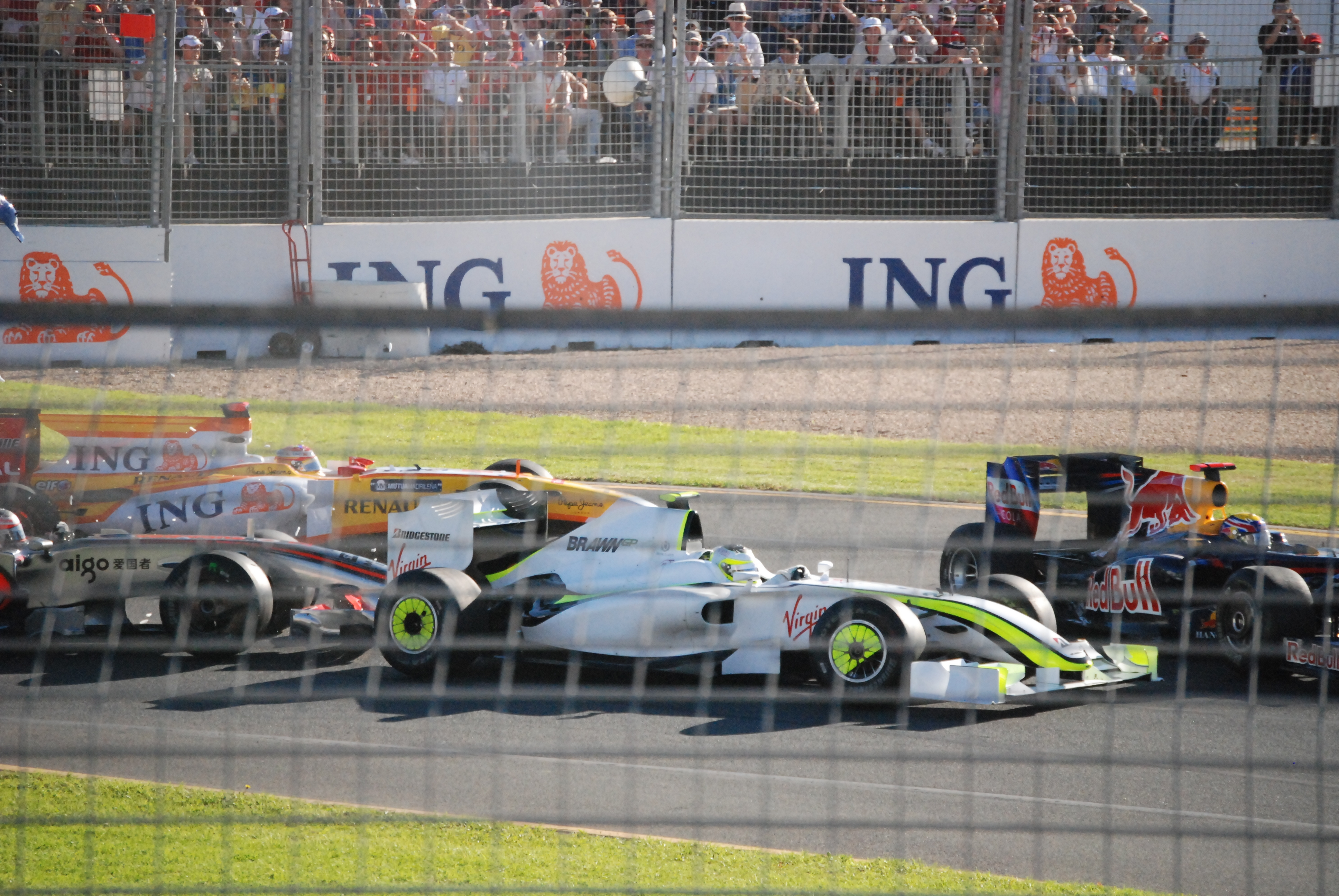
Heikki Kovalainen, Rubens Barrichello és Mark Webber az első kanyarban

A szezonnyitó versenyt, az ausztrál nagydíjat 2009. március 29-én rendezték az Albert Parkban. A pályán egy kör 5,303 km, a verseny 58 körös volt.
Az időmérő edzésen az újonc Brawn GP csapat dominált és megszerezte az első sort, majd a kettős győzelmet is Button-Barrichello sorrendben. Button pole-pozíciós ideje 1:26.202 volt, a versenyen végig az első helyen haladt. Barrichello az utolsó körökben ért fel a második helyre rossz rajtja után, Sebastian Vettel (Red Bull) és Robert Kubica (BMW Sauber) ütközésének köszönhetően. Jarno Trulli harmadik lett, akit a verseny után 25 másodperces büntetéssel sújtottak a biztonsági autós szakaszban történt előzése miatt. A büntetést később visszavonták, és Lewis Hamiltont diszkvalifikálták a futamról. Az újonc Sébastien Buemi, 1995 után az első svájci versenyző hetedik lett a Toro Rossóval. A leggyorsabb kört Rosberg autózta 1:27,706 idővel. Vettelt a következő versenyen 10 helyes rajtbüntetéssel sújtották Kubicával való ütközéséért, a Red Bull Racing 50 000 dolláros büntetést kapott.

### Maláj nagydíj

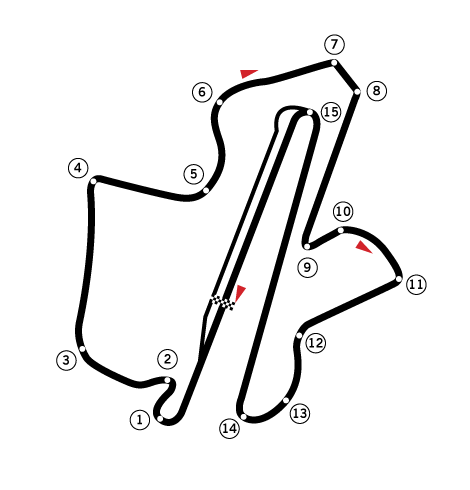
Sepang International Circuit

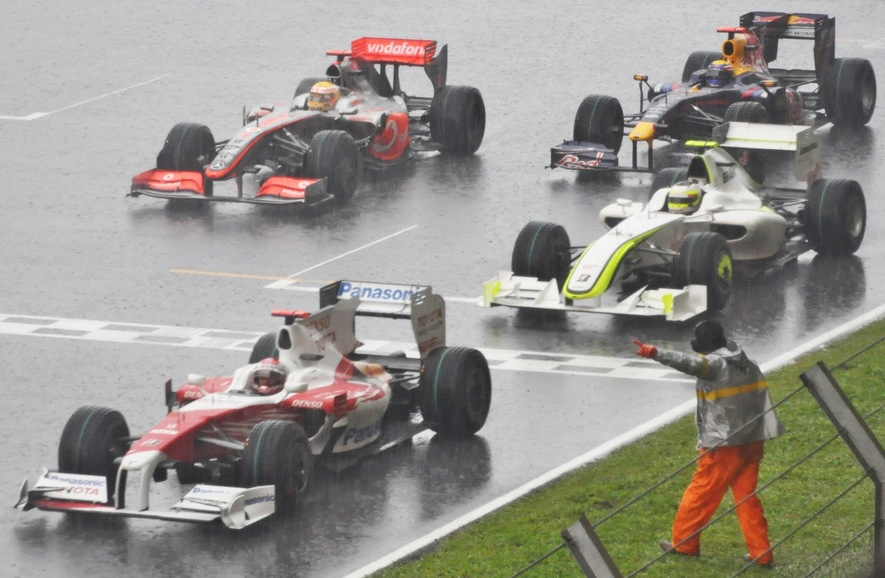
A versenyzők a megszakítás után

A második versenyt, a maláj nagydíjat 2009. április 5-én rendezték Sepangban. A pályán egy kör 5,543 km, az eredetileg 56 körös versenyt a 31. körben piros zászlóval megállították.
A pole-t Sepangban Button szerezte meg 1:35,181-del Jarno Trulli Toyotája előtt. Rubens Barrichello váltócsere miatt öthelyes rajtbüntetést kapott, a 9. helyről indult. A rajtnál a williamszes Nico Rosberg állt az élre. Robert Kubica autója motorproblémák miatt a rajtnál nehezen indult el, egy kör után a lengyel kiesett. A verseny során egyre erősödött a felhőzet, amíg el nem kezdett esni. Néhányan azonnal kiálltak esőgumiért, de nem jártak jól vele, mert kezdetben még nem esett annyira. Timo Glock azon kevesek egyike volt, aki intermediate gumikkal ment és a leggyorsabb volt a pályán. A 32. körben nagyon erősen kezdett el esni, így már mindenkinek esőgumira kellett váltania. Kijött a biztonsági autó a pályára, majd piros zászlóval megszakították a versenyt, majd várakozás után úgy döntöttek, nem indítják újra a futamot. Jenson Button nyert Nick Heidfeld és Timo Glock előtt. Mivel a mezőny nem teljesítette a versenytáv legalább 75%-át, a pontszerzők csak a helyezésükért járó pontszám felét kapták meg. Button 1:36,641-del megfutotta a leggyorsabb kört.

### Kínai nagydíj

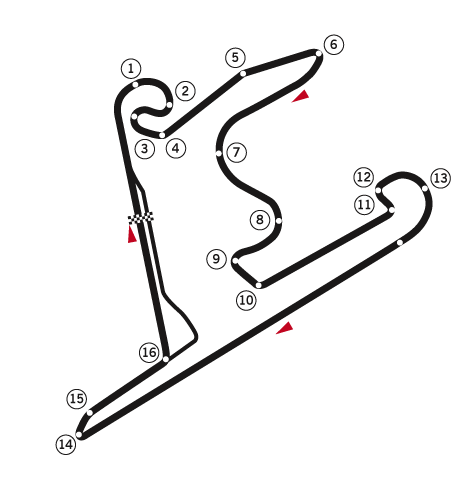
Shanghai International Circuit

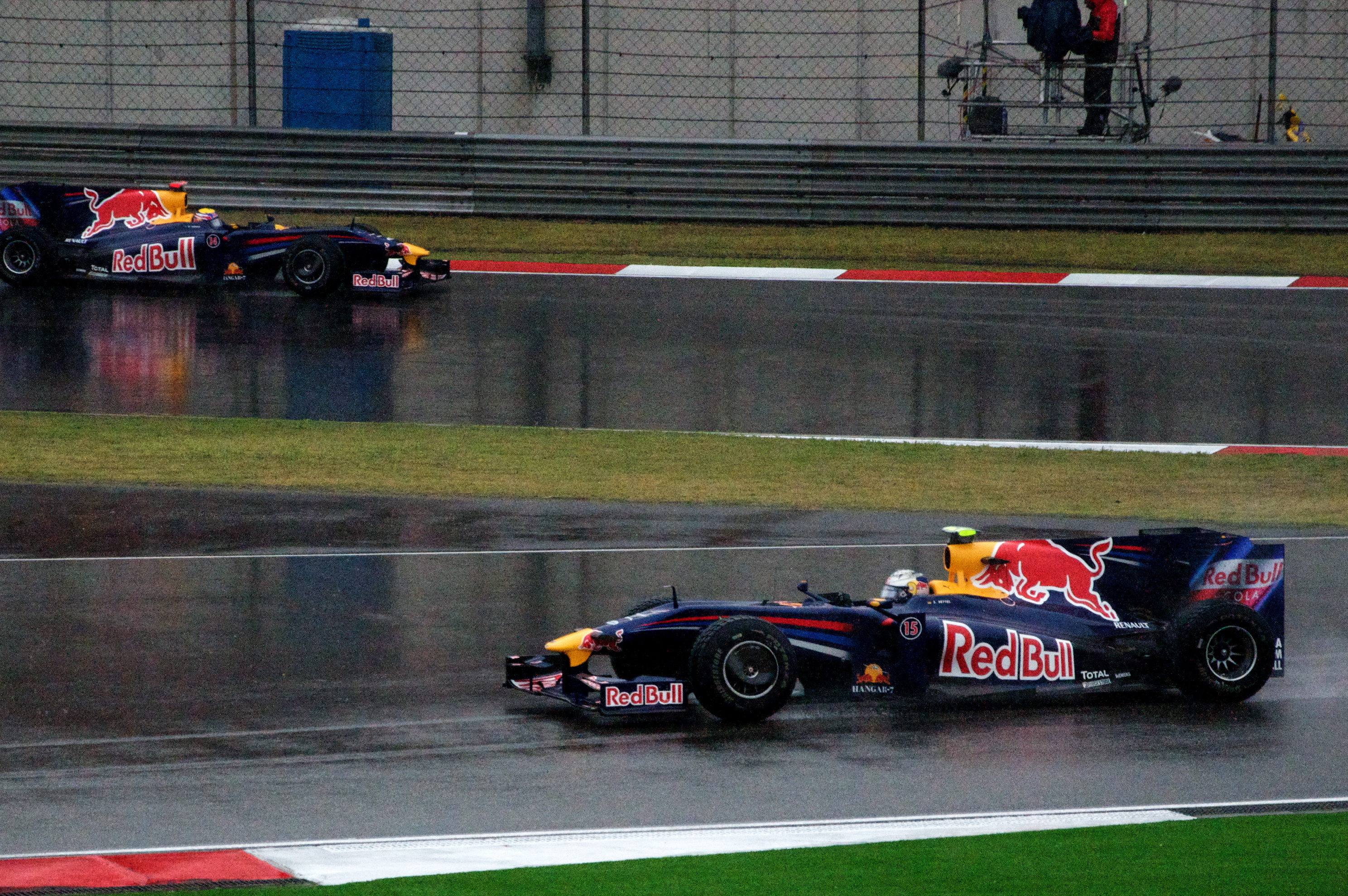
Sebastian Vettel vezeti a versenyt Mark Webber előtt

A harmadik versenyt, a kínai nagydíjat 2009. április 19-én rendezték Sanghajban. A pályán egy kör 5,451 km, a verseny 56 körös volt.
A versenyen végig szakadt az eső. A versenyt az esőmenő Sebastian Vettel nyerte, a második helyen csapattársa, Webber végzett, míg a harmadik a pontverseny éllovas Jenson Button lett. A 21 esztendős Vettel, idei első, pályafutása második futamgyőzelmét szerezte meg. A német pilótát a tavalyi monzai GP-n, szintén esős viadalon intették le először elsőként. Vettel az első rajtkockából indult, és csak a boxkiállások alatt vesztette el vezető pozícióját. A Red Bull istálló ezzel történetének első futamgyőzelmét könyvelhette el. Szakadó esőben kezdődött meg a futam, ezért s versenyzők a biztonsági autó mögött tették meg az első nyolc kört. A "valódi" rajt után Vettel haladt az élen, mögötte Webber és a Brawn GP két versenyzője, Barrichello, valamint Button robogott. A Renault-s Alonso, aki a második rajtkockát szerezte meg a kvalifikáción, kényszerűségből benzint vételezett még a biztonsági autó alatt, ezért visszacsúszott az utolsó pozícióba, és a verseny során a 9. helyre jött fel, ami még nem pontszerző hely. A hetedik helyen haladó Adrian Sutil a verseny vége felé összetörte autóját, ezzel feladni kényszerült.

### Bahreini nagydíj

Bahrain International Circuit

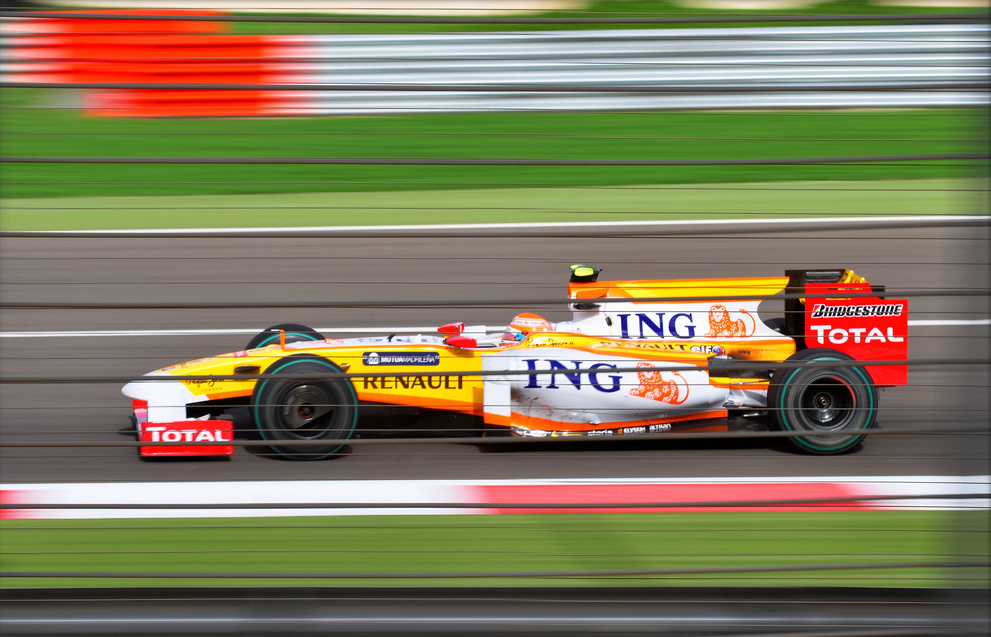
Piquet a Renault-val

A negyedik versenyt, a bahreini nagydíjat 2009. április 26-án rendezték Szahírban. A pályán egy kör 5,412 km, a verseny 57 körös volt.
A versenyt Jenson Button nyerte, aki idén már harmadjára állt a dobogó legfelső fokán. Második a kínai nagydíj győztese, Sebastian Vettel lett, míg a harmadik helyen az első rajtkockából induló Jarno Trulli ért célba.
Button a versenyen beragadt a rajtnál, ötödikként fordult be az első kanyarba. Ám a KERS-nek köszönhető plusz 80 lóerőt kihasználó Lewis Hamilton a két Toyota mögött helyezkedő Sebastian Vettel mellé csusszant, a német kisodródott, így Button kihasználta az előtte nyíló teret. Ezután Hamiltont támadta, s egy körön át tartó csata után elment honfitársa mellett. Utólag kiderült, részben ez a manőver döntötte el a versenyt. A másik kulcspillanat Timo Glock rajtja volt, a toyotás megelőzte csapattársát, Jarno Trullit, aki nem autózhatott a saját tempójában, így nem volt esélye arra, hogy az első boxkiállása után Button előtt haladjon. A Brawn-pilóta Hamilton megelőzése után az első helyen folytatta. Trulli a futam középső szakaszára a közepesen kemény abroncsokat kapta meg csapatától, de ez rossz döntés volt, mert bár az olasz nem volt annyira lassú, mint Glock, de körönként hat-nyolc tizedmásodpercet kapott az élre álló Buttontól, és elveszítette esélyét a győzelemre; sőt végül Vettel mögé került. A futamon még a McLaren és a Ferrari is megvillant, Hamilton a negyedik, míg a 2007-es világbajnok Räikkönen a hatodik helyre hozta be autóját.

### Spanyol nagydíj

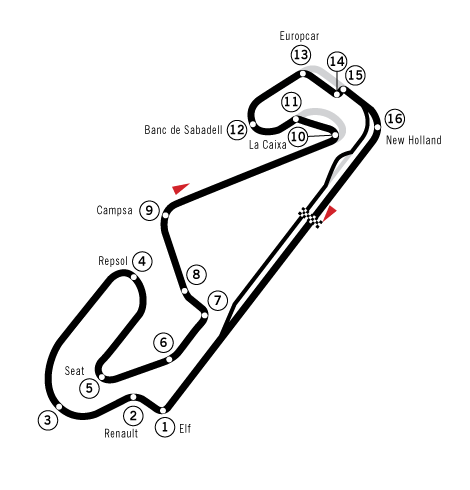
Circuit de Catalunya

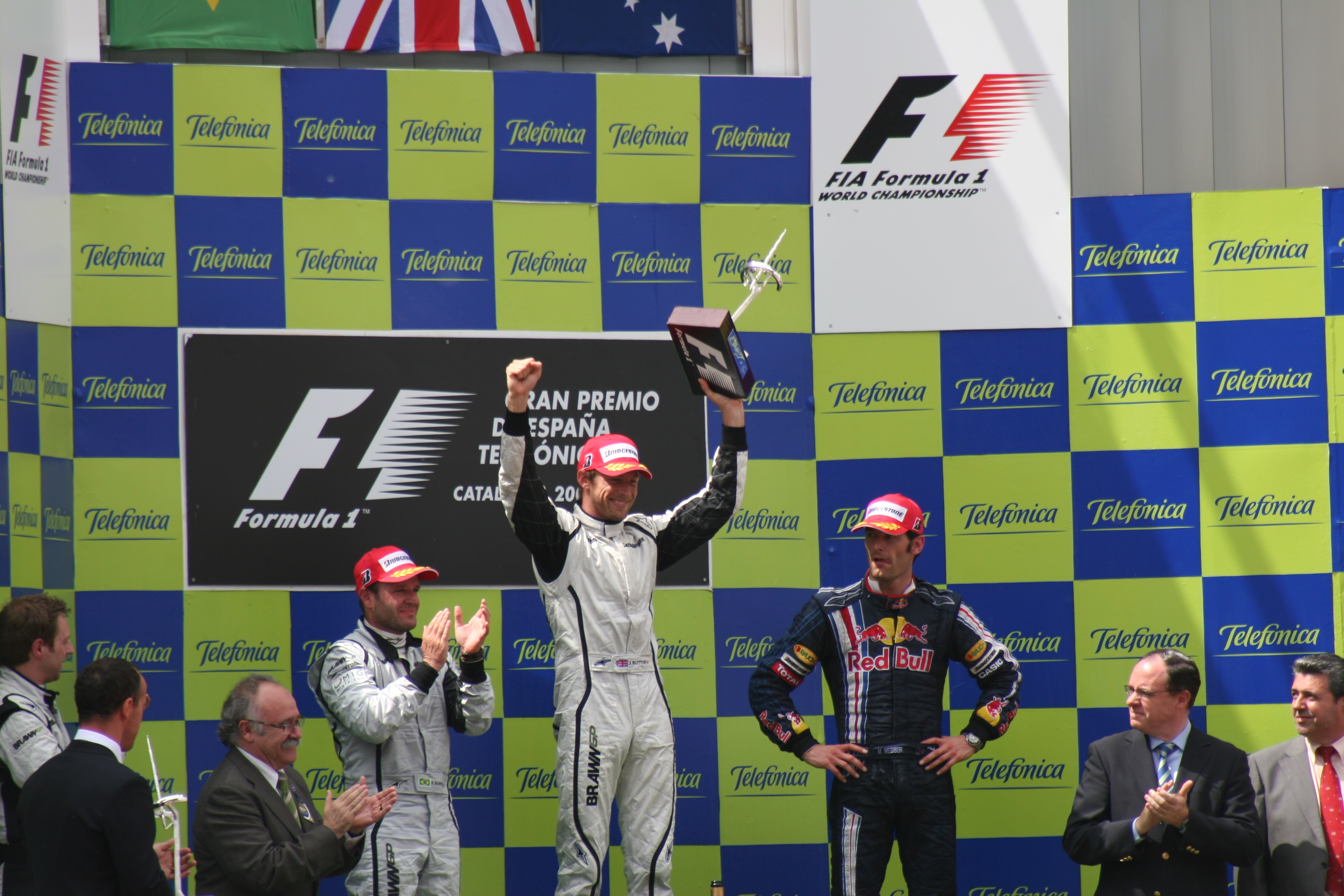
A spanyol nagydíj dobogója

Az ötödik versenyt, a spanyol nagydíjat 2009. május 10-én rendezték Barcelonában. A pályán egy kör 4,655 km, a verseny 66 körös volt.
A pole-t Button szerezte meg Vettel, Barrichello és javuló Ferrarival versenyző Massa előtt. Barrichello jó rajtot vett és elsőként fordult el az első kanyarban Button, Massa és Vettel előtt. Az első kör elején baleset történt, amelyben Trulli, Adrian Sutil és a két Toro Rosso is kiesett. A biztonsági autó 4 körig maradt kint, amíg eltakarították a roncsokat. Barrichello magabiztosan haladt az élen, és 3 kiállásos taktikával teljesítette a futamot, míg Button verseny közben változtatott, és csak kétszer állt ki így ő győzött. Massa a verseny végéig tartani tudta maga mögött Vettelt, amikor kiderült, hogy autójában nincsen elég üzemanyag. A brazilnak drasztikusan vissza kellett vennie sebességét, a verseny végéig a 6. helyre csúszott vissza. Button mögött Barrichello, Webber, Alonso, Massa, Heidfeld és Rosberg szerzett pontot.

### Monacói nagydíj

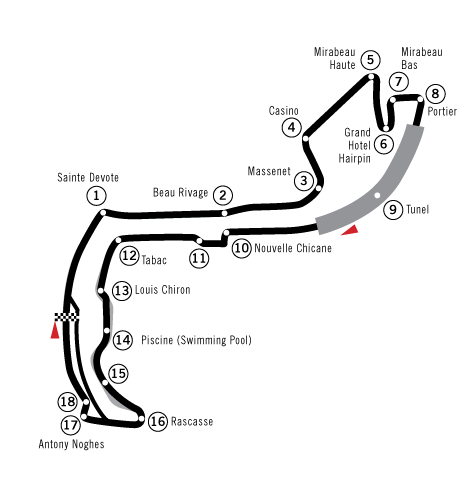
Circuit de Monaco

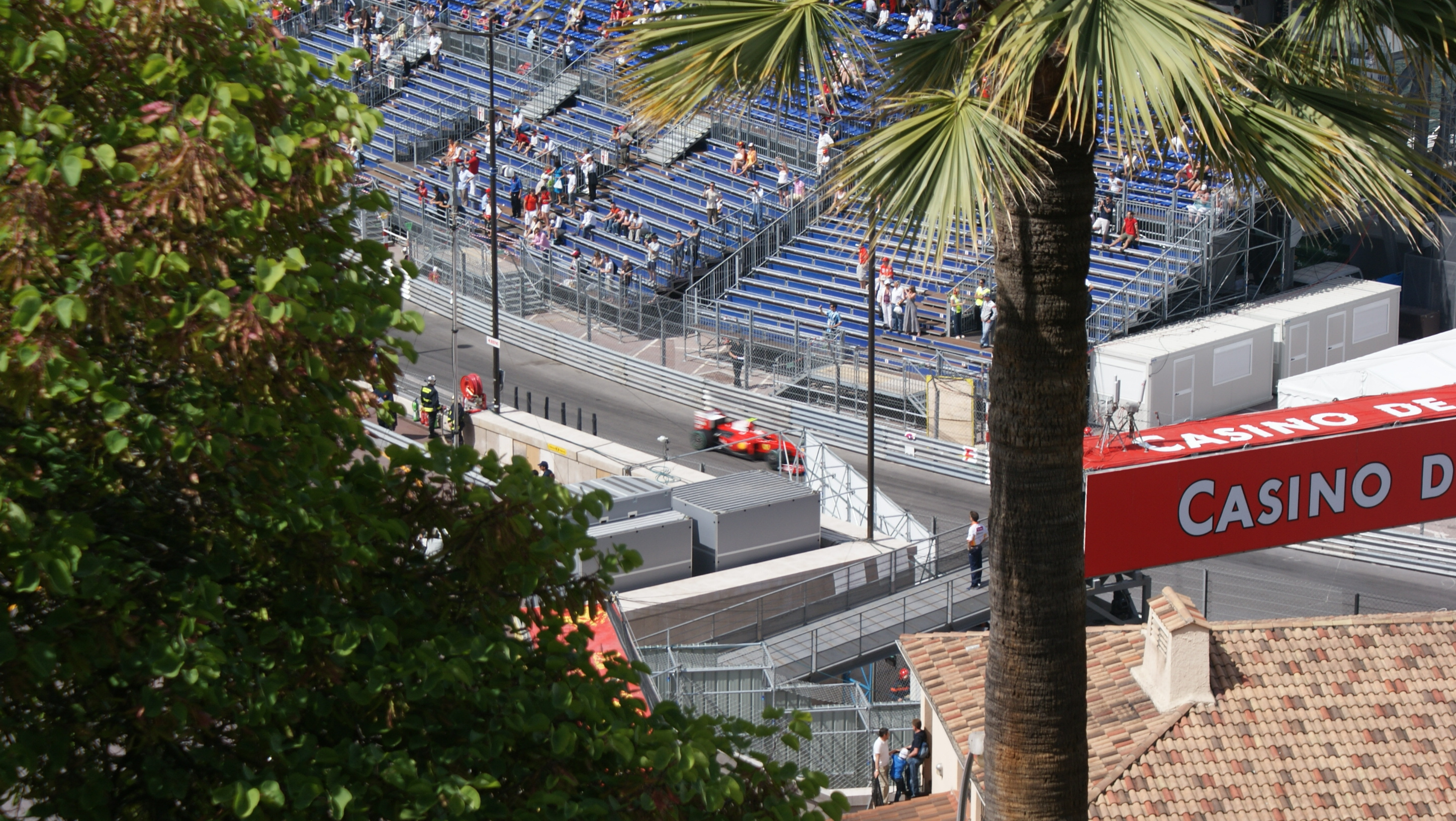
Kimi Räikkönen harmadik lett

A hatodik versenyt, a monacói nagydíjat 2009. május 24-én rendezték a Monacói utcai pályán. A pályán egy kör 3,340 km, a versenyt 78 körös volt.
A pole Jenson Buttoné lett Räikkönen és csapattársa, Barrichello előtt. Hamilton az időmérésen a falnak ütközött, majd váltót is cserélt, így a 20. helyről rajtolt. A rajtnál Barrichello megelőzte Räikkönent, és a két Brawn a verseny végéig az élen maradt. Massa a boxban megelőzte a versenyen elé került Nico Rosberget és Sebastian Vettelt, így negyedik lett. Sébastien Buemi, Nelson Piquet, Vettel és Kovalainen baleset miatt kiesett. Button magabiztosan győzött Barrichello, a Ferrari első dobogóját szerző Räikkönen, Massa és Webber előtt. Massa autózta a leggyorsabb kört.

### Török nagydíj

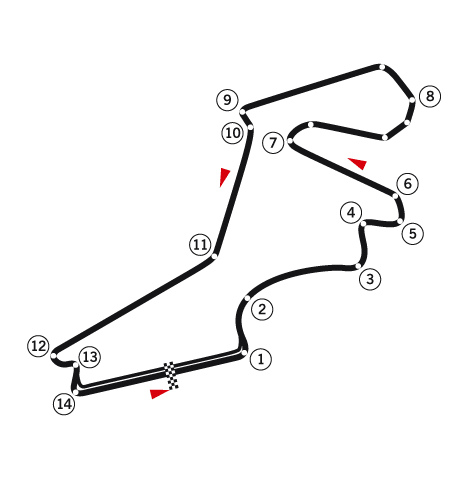
Isztambul park

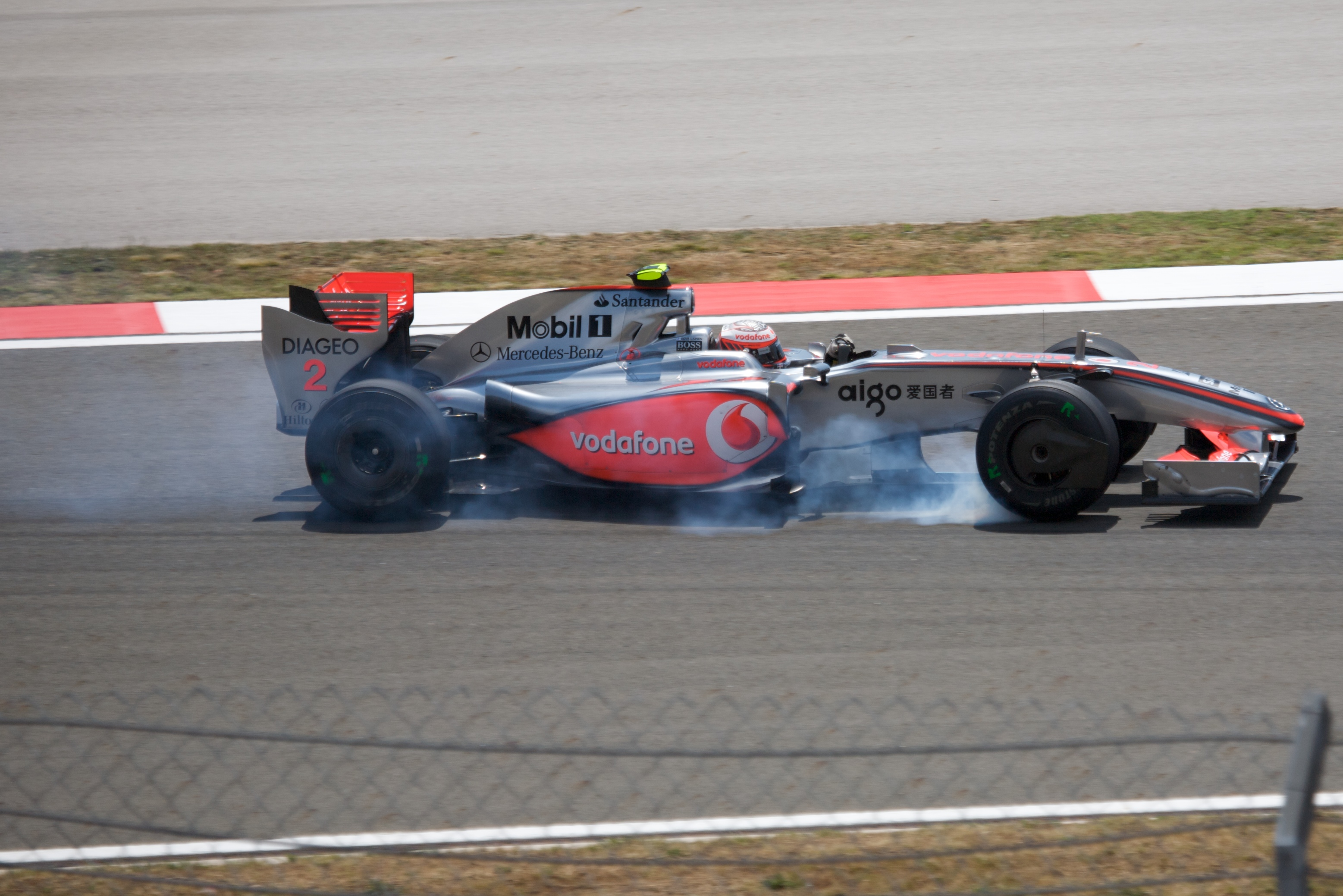
Kovalainen Isztambulban

A hetedik versenyt, a török nagydíjat 2009. június 7-én rendezték az Isztambul Parkban. A pályán egy kör 5,338 km, a verseny 58 körös volt.
A pole-t Vettel szerezte meg Button és Barrichello előtt. A rajtnál Barrichello beragadt és sok pozíciót veszített, később Kovalaiennel viaskodott de kicsúszott. Ekkor hátraesett a mezőny legvégére és az utolsó körökben be is fejezte a versenyt. Vettel aki az első helyről indult, visszaesett a másodikra mert hibázott az első körben, így Jenson Button ismét nyerni tudott. Vettel három kiállásos taktikán volt de nem jött be neki, csak a harmadik helyen zárt Mark Webber mögött. A dobogósok után Trulli, Rosberg, Massa, Kubica és Glock szerzett pontot.
Jenson Button 26 pontra növelte az előnyét a pontversenyben, mivel Barrichello nem szerzett pontot.

### Brit nagydíj

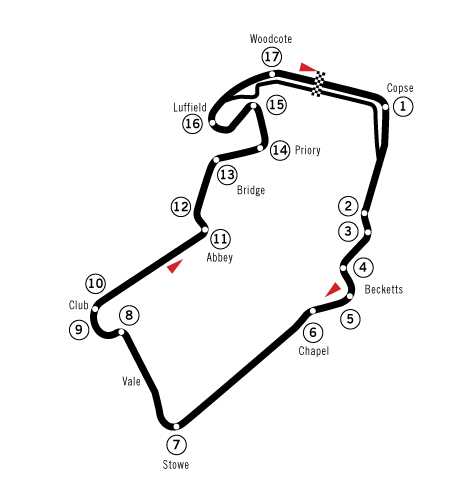
Silverstone Circuit

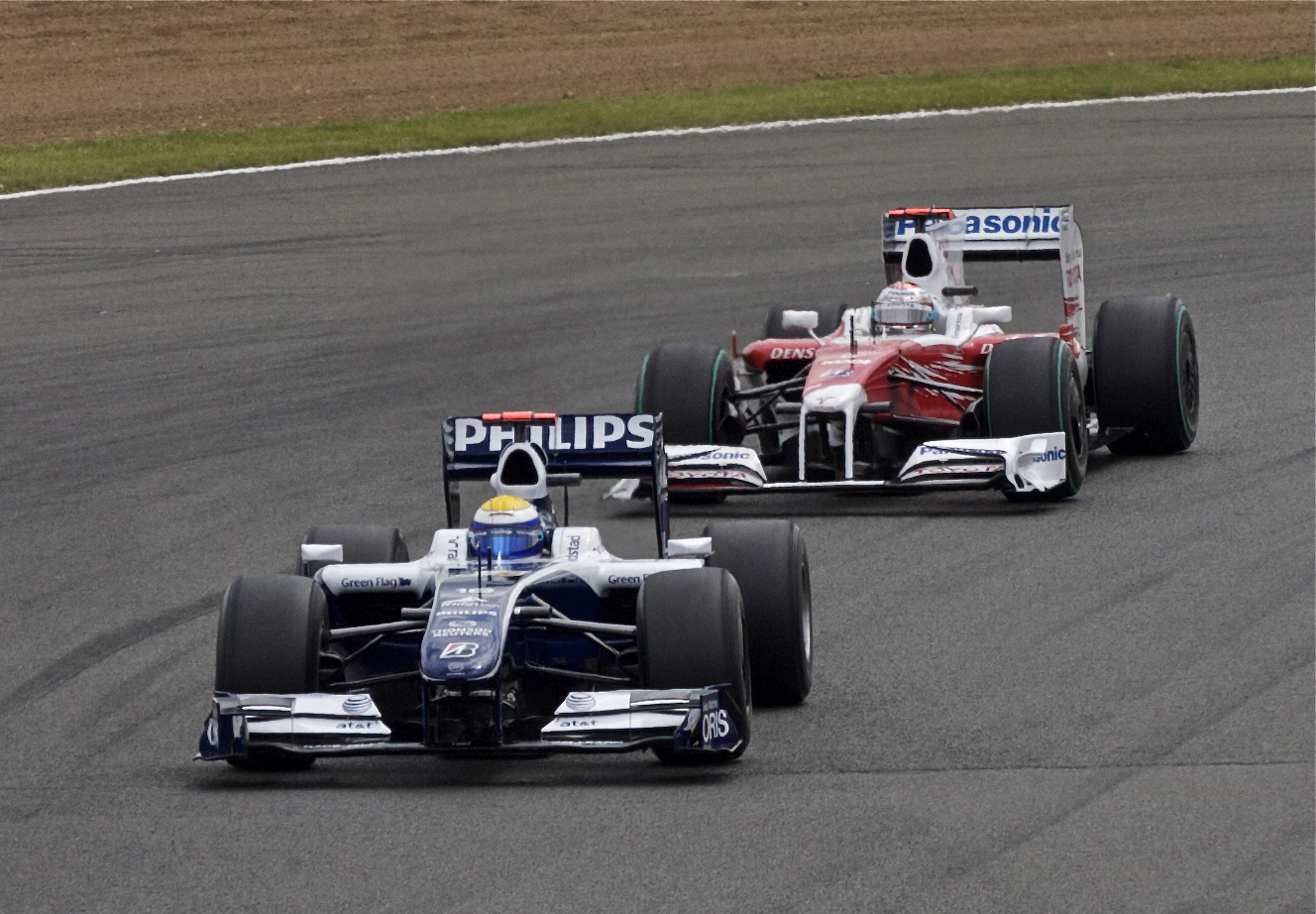
Rosberg és Trulli

A nyolcadik versenyt, a brit nagydíjat 2009. június 21-én rendezték meg Silverstone-ban. A pályán egy kör 5,141 km, a verseny 60 körös volt.
A pole-pozíciót Sebastian Vettel szerezte meg Rubens Barrichello és Mark Webber előtt. A vb-éllovas Button csak 6. lett. A rajtnál az első három sorrendje változatlan maradt, Vettel gyorsan növelte előnyét Barrichellóval szemben. Button a rajtnál a 8. helyre esett vissza és a második boxkiállásáig nem is tudott előrébb lépni. Webber az első kiállásokkor előzte meg Barrichellót, így a Red Bull Racing második kettős győzelmét ünnepelhette. Barrichello állhatott fel a dobogó legalsó fokára, mögötte Nico Rosberg, a 11. helyről induló Felipe Massa, Jenson Button, Jarno Trulli és Kimi Räikkönen végzett.

### Német nagydíj

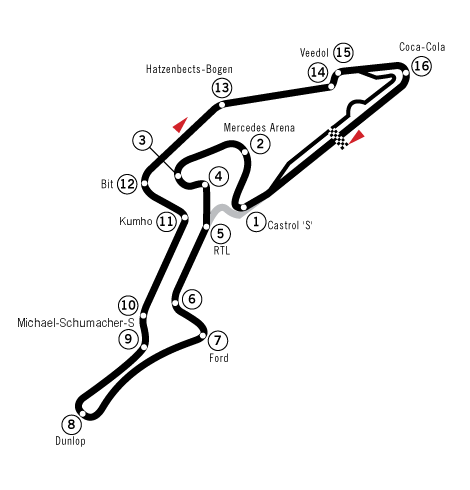
Nürburgring

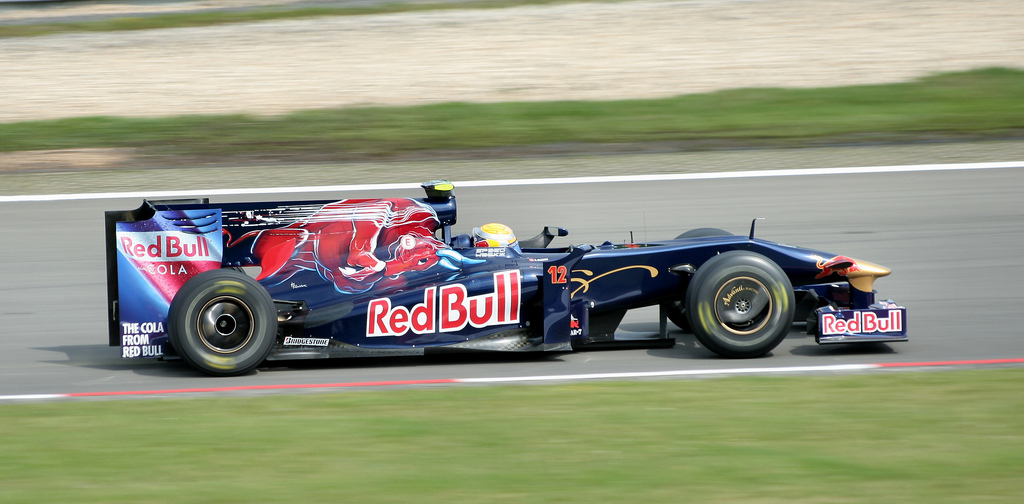
Sébastien Buemi

A kilencedik versenyt, a német nagydíjat 2009. július 12-én rendezték
meg a Nürburgringen. A pályán egy kör 5,148 km, a verseny 60 körös volt.
Az időmérésen Webber élete első pole-pozícióját szerezte Barrichello, Button és Vettel előtt. A rajt után Webber oldalról nekiment Barrichellónak, de az első kanyarban Barrichello fordult el elsőként. Webber a rajt utáni ütközéséért áthajtásos büntetést kapott. Hamilton nagyon jól rajtolt és kis híján Webbert is körbeautózta, de defektet kapott, így esélyei elszálltak a pontszerzésre. Sutil pontszerző helyen autózott, amikor a boxból kivezető körén összeütközött Räikkönennel, aki később technikai probléma miatt kiesett. Alonso a verseny végén utolérte a hideg időben szenvedő, gumijaikat nehezen felmelegítő Brawnokat, de megelőzni nem tudta őket. Mark Webber büntetése ellenére 1981 után első ausztrálként, élete első győzelmét ünnepelhette csapattársa Vettel, Massa, Rosberg, Button, Barrichello és Alonso előtt.

### Magyar nagydíj

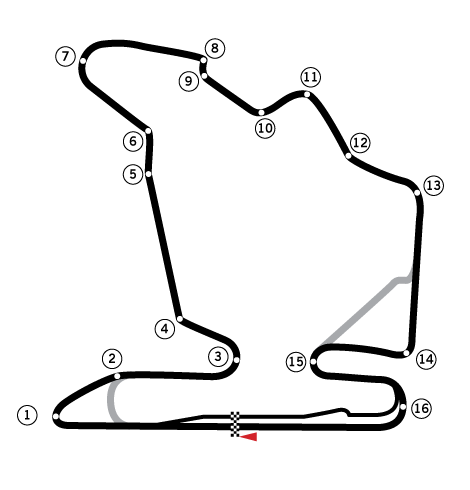
Hungaroring

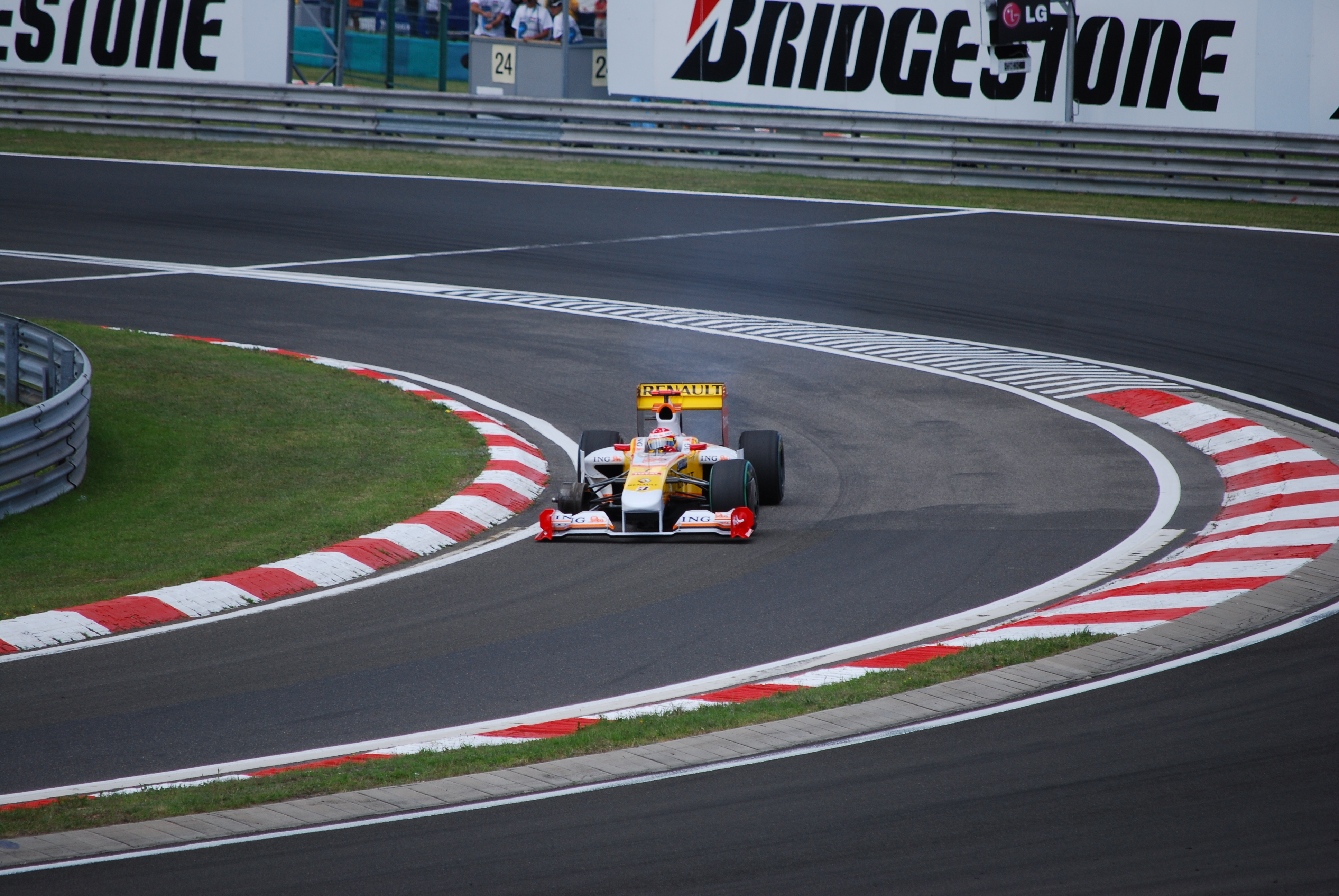
Alonso jobb első kereke leszakadása után a boxba hajt

A tizedik versenyt, a magyar nagydíjat 2009. július 26-án rendezték a Hungaroringen. A pályán egy kör 4,381 km, a verseny 70 körös volt.
Az időmérőn Barrichello autójáról egy rugó szakadt le majd fejbe találta Massát, aki súlyosan megsérült. Az időmérő harmadik szakaszának (Q3) végén a pálya időmérő rendszere elromlott, így a versenyzők nehezen tudták meg, mi lett a rajtsorrend. A pole-pozíciót Fernando Alonso szerezte meg, mellőle a Red Bullos Sebastian Vettel indulhatott.

Alonso jól rajtolt, és az első boxkiállásig vezetett, de akkor (ugyanúgy mint három éve) rosszul szerelték fel a jobb első kerekét, ami már a kiállás utáni első körben leesett. Alonso ezután feladta a versenyt. Csapatát, a Renault-t a következő versenyről eltiltották, (majd a büntetést 50 ezer dollárra enyhítették) mivel Alonso rosszul rögzített kereke balesetveszélyes volt.
A vezetést Lewis Hamilton vette át, és a boxkiállásokat kivéve végig vezetve nyerte meg a futamot, ezzel megszerezte saját maga és csapata első idei győzelmét. A második a ferraris Kimi Räikkönen lett, a dobogó első két foka így az előző két év erőviszonyaira emlékeztetett. A vb-esélyesek közül csak a harmadik Mark Webber ért el komolyabb eredményt, mert Jenson Button csak a hetedik lett, Vettel a felfüggesztés hibája miatt kiesett, Rubens Barrichello szintén nem szerzett pontot, a 10. lett.

A futamon bemutatkozott az újonc Jaime Alguersuari, akit Sébastien Bourdais helyére szerződtettek a Toro Rossónál. Ő az időmérőn műszaki hiba miatt csak az utolsó lett, a futamon viszont csapattársa, Sébastien Buemi előtt a 15. helyen ért célba.

### Európai nagydíj

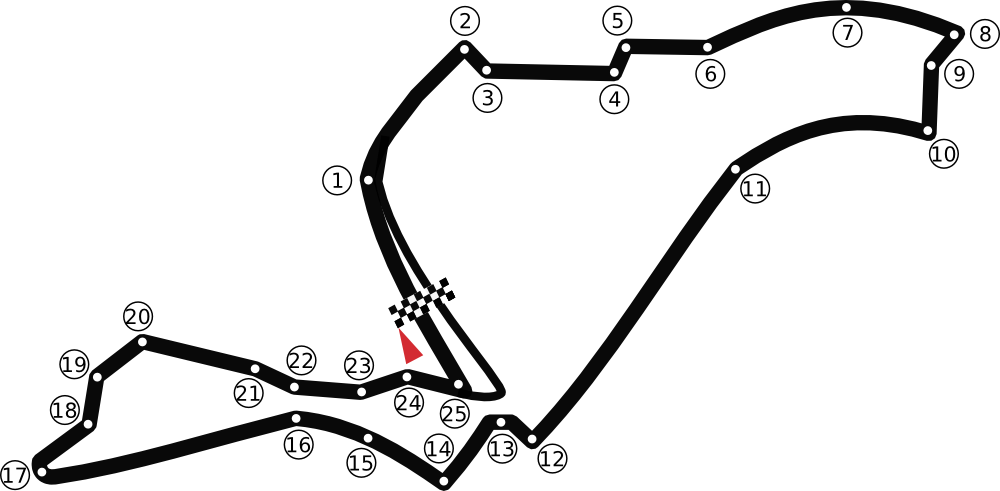
Valencia Street Circuit

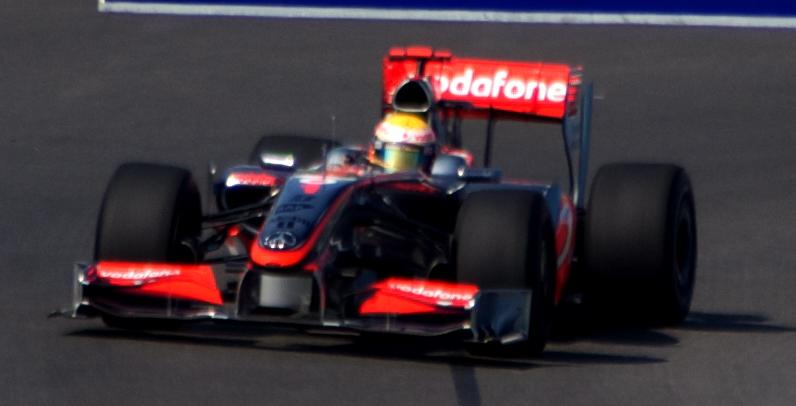
Lewis Hamilton

A tizenegyedik versenyt, az európai nagydíjat 2009. augusztus 23-án rendezték Valenciában. A pályán egy kör 5,440 km, a verseny 57 körös volt.
Az időmérésen McLaren-elsősor született: Hamilton 1:39,498-del megszerezte a pole-t Heikki Kovalainen, Barrichello előtt. A rajt után a két McLaren-Mercedes megtartotta helyét, úgy tűnt, kettős győzelmet aratnak. Sebastian Vettel a 24. körben motorhiba miatt kiesett. Barrichello az első kiállásánál megelőzte Kovalainent, Hamilton mögé tért vissza 4 másodperc lemaradással. Lewis Hamilton második boxkiállására kommunikációs hiba miatt egy körrel előbb állt ki, a jobb első gumiját túl későn szerelték fel, a brit ezzel 5 másodpercet veszített. Barrichello így átvette a vezetést és 2004 után ismét futamgyőzelmet aratott. Kovalainen is pozíciót veszített a második kiállásánál Kimi Räikkönennel szemben, 4. lett. Rosberg ötödik, Alonso hatodik lett, megelőzve pontversenyt vezető Buttont. A brit az 5. helyről indulva visszaesett a rajtnál, de 7. helyével így is a pontot nem szerző (9.) Webber előtt végzett. A Renault-nál az elbocsátott Nelson Piquet helyét a francia Romain Grosjean vette át, 15. lett. A sérült Massát helyettesítő Luca Badoer az utolsó helyről indulva a 17. végzett a futamon.

### Belga nagydíj

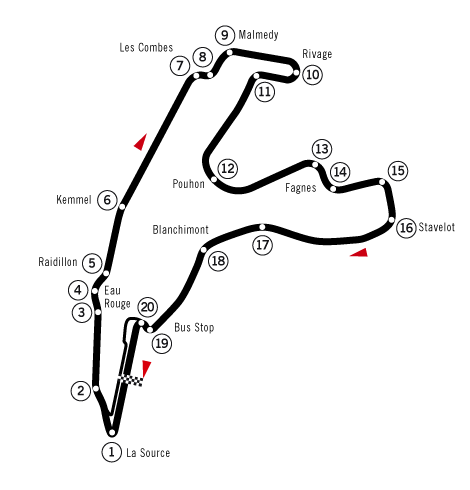
Circuit de Spa-Francorchamps

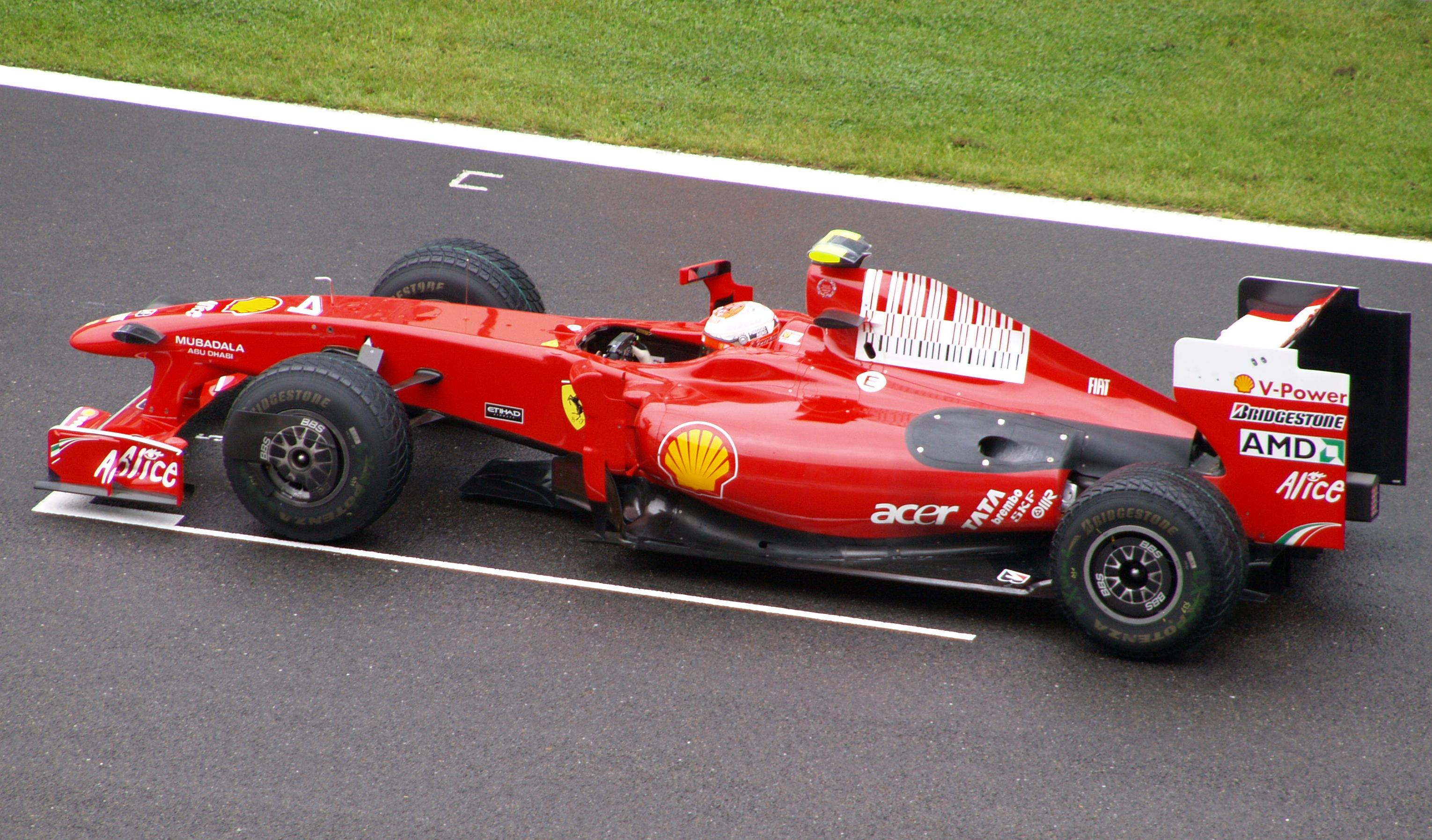
Kimi Räikkönen

A tizenkettedik versenyt, a belga nagydíjat 2009. augusztus 30-án rendezték Spában. A pályán egy kör 7,004 km, a verseny 44 körös volt.
Az időmérőn Giancarlo Fisichella a Force India első pole-ját szerezte meg honfitársa, Trulli, Heidfeld és Barrichello előtt. Az olasz vezető pozícióját megtartotta a rajt után is, míg Räikkönen a 6. helyről a harmadik pozícióba ért fel, majd Kubica megelőzésével Fisichella mögé jött fel. Az első körben, a Les Combes kanyarban Grosjean, Alguersuari, Hamilton és Button összeütközött, emiatt bejött a biztonsági autó. Miután az elhagyta a pályát, Räikkönen az Eau Rouge utáni hosszú egyenesben a KERS segítségével megelőzte Fisichellát. A finn vezető pozícióját a futam végéig megtartotta, pályafutása során negyedszer győzött Belgiumban, egyben a Ferrari első győzelmét szerezte az idényben. Fisichella második helyével csapata első pontjait szerezte a 3. helyre felérő Vettel előtt. Pontot szerzett mellettük Kubica, Heidfeld, Kovalainen, Barrichello és Rosberg.
A verseny után bejelentették, hogy Fisichella átigazol az utolsó öt versenyre a Ferrarihoz, Badoer helyére. A Force Indiánál Vitantonio Liuzzi helyettesíti az olaszt.

### Olasz nagydíj

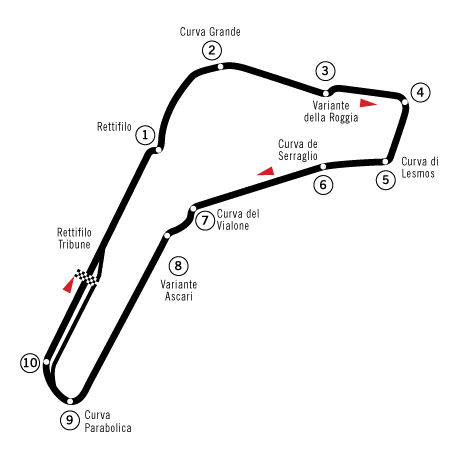
Autodromo Nazionale Monza

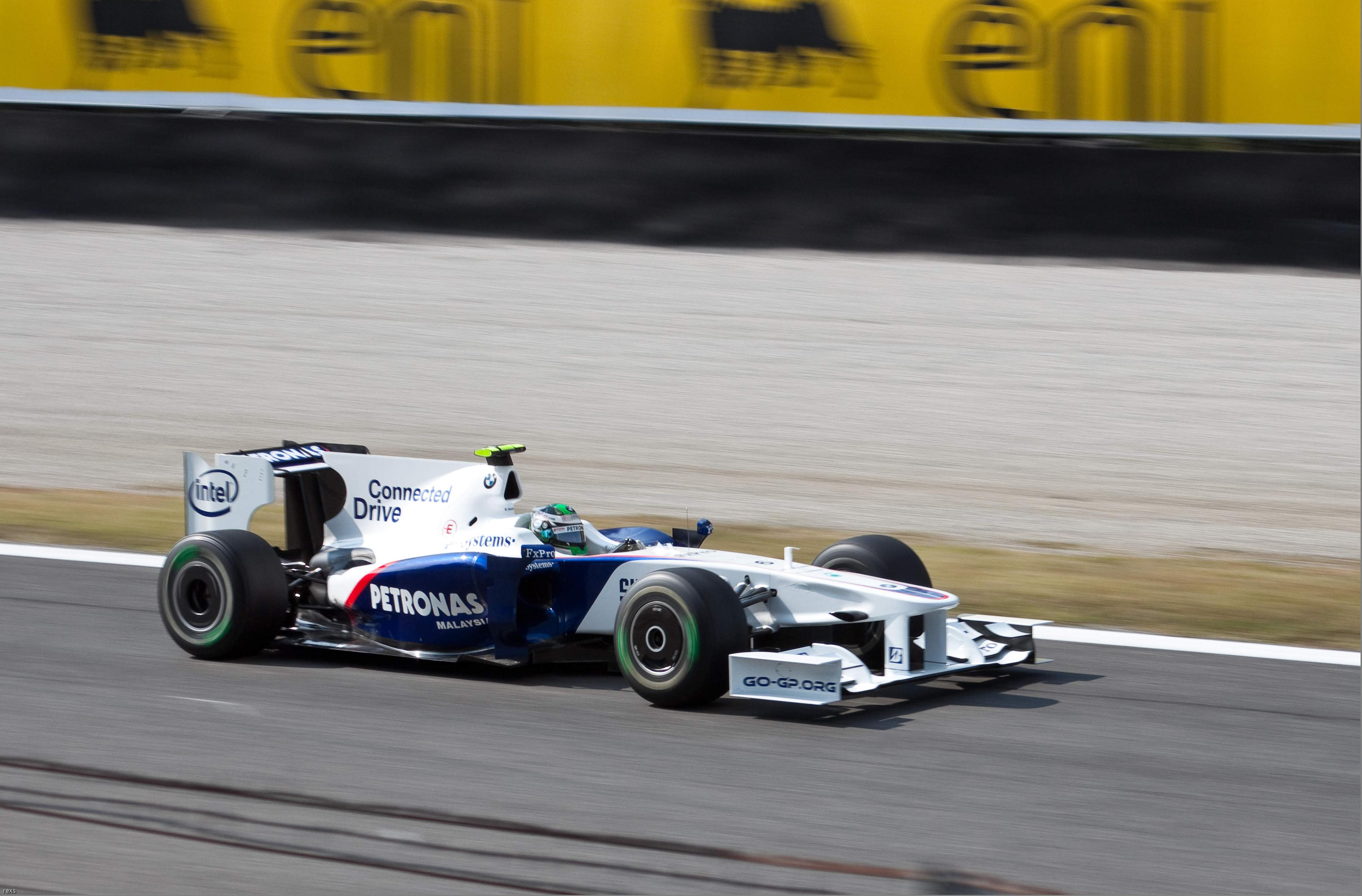
Nick Heidfeld

A tizenharmadik versenyt, az olasz nagydíjat 2009. szeptember 13-án rendezték Monzában. A pályán egy kör 5,793 km, a verseny 53 körös volt.
Lewis Hamilton 1:24.066-es idővel érte el a pole-t Adrian Sutil és Kimi Räikkönen előtt. A rajtnál nem történt baleset, Räikkönen Sutilt, majd még az első körben a két Brawn Kovalainent előzte meg. Az élmezőnyből Barrichello és Button volt egykiállásos taktikán a többiek kétkiállásával szemben, ami mindketten sokat nyertek: az első és a második helyre tértek vissza változatlan sorrendben. Az utolsó körben Hamilton a 3. helyen autózó Buttont próbálta utolérni, amikor az első Lesmo kanyarban a rázókövön megpördülve a falnak ütközött, így Räikkönen végzett harmadikként a győztes Barrichello és a világbajnok pontversenyt vezető Button mögött. Sutil az idényben első pontjait szerezte 4. helyével Alonso, Kovalainen, Heidfeld és Vettel előtt.

### Szingapúri nagydíj

Singapore Street Circuit

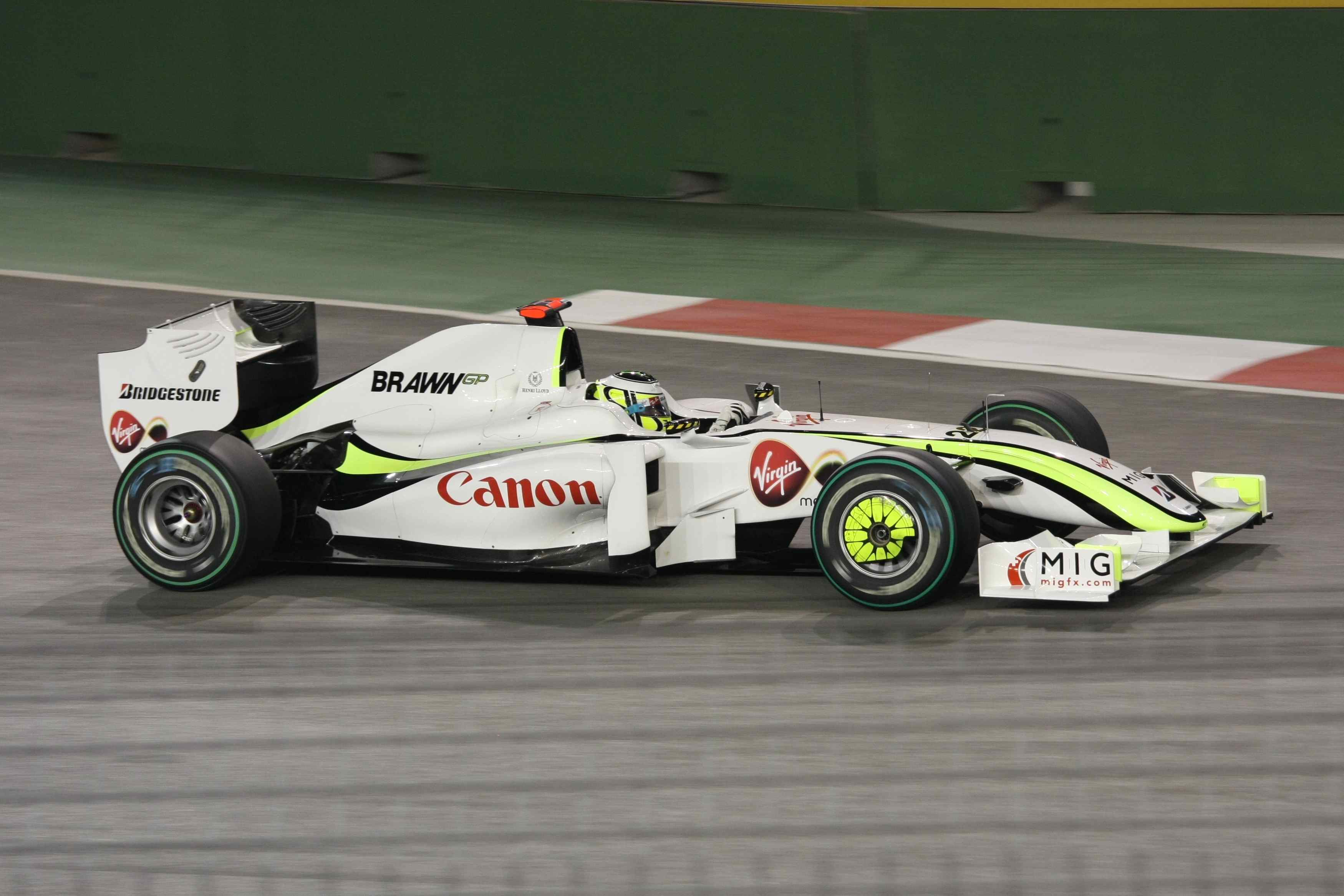
Jenson Button

A tizennegyedik versenyt, a szingapúri nagydíjat 2009. szeptember 27-én rendezték éjszaka Szingapúrban. A pályán egy kör 5,067 km, a verseny 61 körös volt.
Az időmérő edzésen Lewis Hamilton győzött 1:47.891-es idővel, miután Rubens Barrichello falnak ütközött az edzés utolsó percében, így sokan nem tudták befejezni mért köreiket. A brit mögül Vettel és Nico Rosberg indult. Az első kör végén Rosberg-Vettel-Glock-Webber volt a sorrend a címvédő mögött. A 21. körben Sutil előzési manővere Alguersuari ellen rosszul sikerült, a német versenyző megpördült, majd Nick Heidfeld autójával ütközött, emiatt később 20 000 dolláros pénzbüntetést kapott. Az eset után bejött a biztonsági autó is a pályára. Hamilton könnyedén megnyerte a versenyt, mivel Vettel (bokszutcai sebességtúllépésért) és Rosberg is (átcsúszott a boxutcából kivezető záróvonalon) bokszutca-áthajtásos büntetést kaptak. Ezek után egy harmadik német, Timo Glock végzett a második helyen Fernando Alonso előtt, aki trófeáját az örökre eltiltott Flavio Briatorének ajánlotta fel. A Brawn a középmezőnyből rajtolva az 5. és 6. helyre jött fel Button-Barrichello sorrendben. A fékhiba miatt kieső Mark Webber elveszítette matematikai esélyét a bajnoki címre, a negyedik helyezett Vettel hátránya 25, Barrichellóé 15 pont a listavezető Buttonnal szemben.

### Japán nagydíj

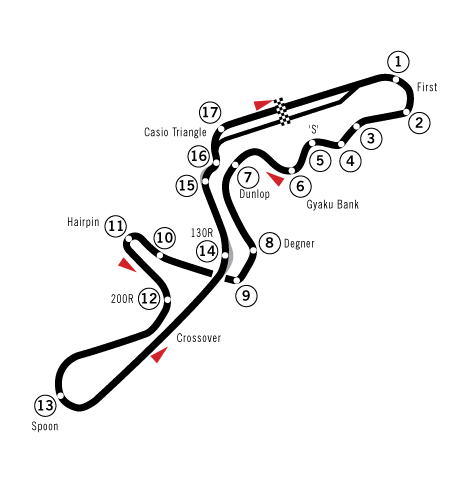
Suzuka Circuit

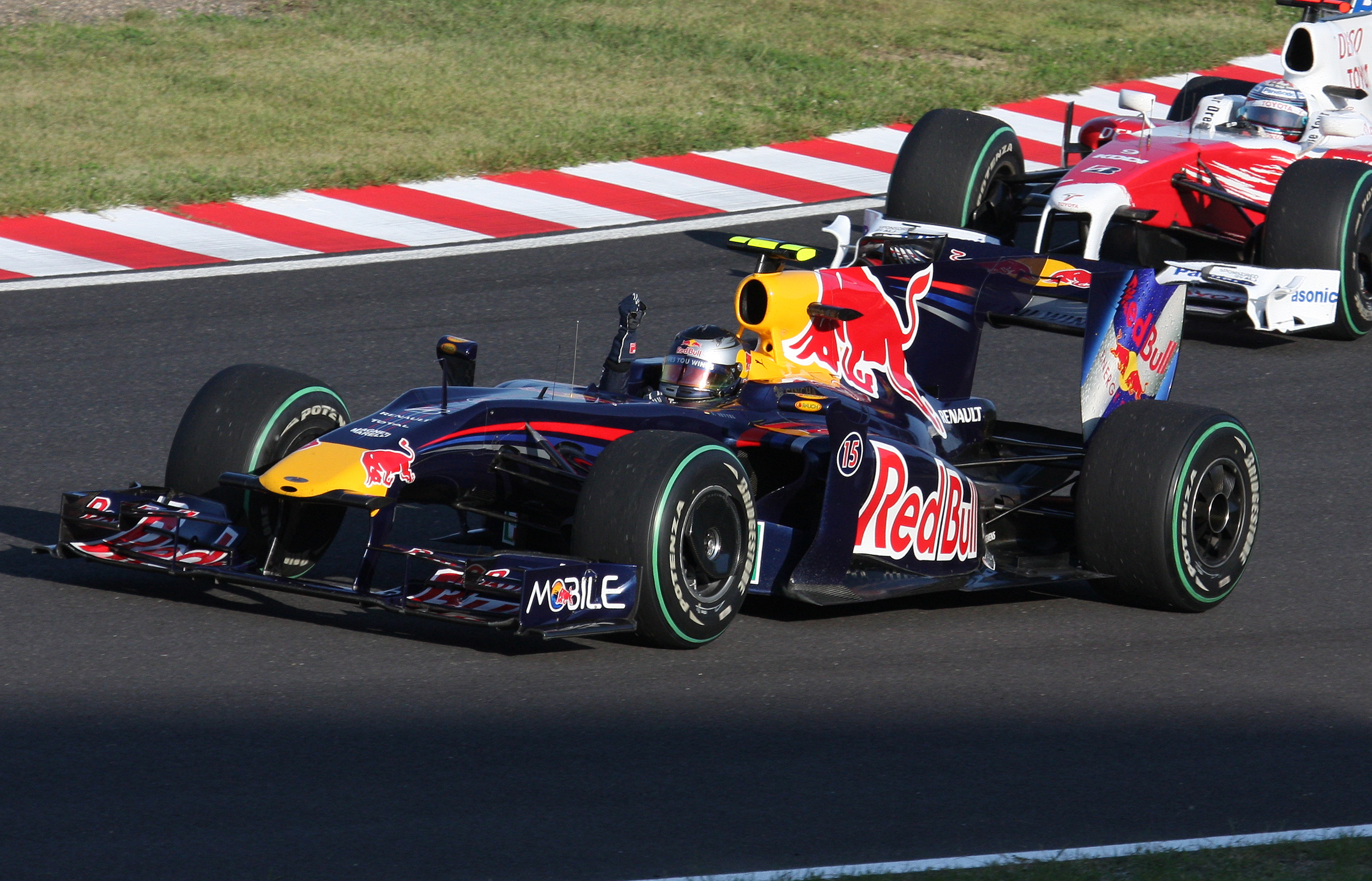
A győztes Vettel

A tizenötödik versenyt, a japán nagydíjat 2009. október 4-én rendezték Szuzukában. A pályán egy kör 5,807 km, a verseny 56 körös volt.
Az időmérő edzésen és előtte is számos baleset történt: Webber összetörte autóját az utolsó szabadedzésen így az időmérésen nem tudott részt venni. Az időmérő edzés első szakaszában Buemi, a második részben Glock, Alguersuari és végül Buemi balesetezett. Az utolsó szakaszban Kovalainen csapta autóját a falnak. A futam előtt számos öthelyes büntetést szabtak ki váltócseréért és a sárga zászló figyelembe nem vételéért, így a két Brawn-Mercedes a középmezőnyből, Webber a boxutcából indult. Az élen Vettel végzett Trulli és Hamilton előtt, majd a rajtnál is megtartotta elsőségét és magabiztosan győzött a versenyen. Bár Hamilton a rajtnál Trulli elé került, az olasz második kiállásánál visszavette második helyét. Hamilton 3., Räikkönen 4., Rosberg 5., Heidfeld 6., Barrichello 7. és Button 8. lett.
A verseny után Button előnye Barrichellóval 14, Vettellel szemben 16 pontra csökkent. Bár a Brawn-Mercedes előnye 35,5 pontra csökkent, fél pont híján bebiztosították konstruktőri címüket.

### Brazil nagydíj

Autódromo José Carlos Pace

A tizenhatodik versenyt, a brazil nagydíjat 2009. október 18-án rendezik Interlagosban. A pályán egy kör 4,309 km, a verseny 71 körös volt.
Timo Glock vádlisérülést szenvedett szuzukai balesetében, ezért a brazíliai hétvégén Kobajasi Kamui helyettesítette a németet a Toyotánál.
Az esős időmérőn hazai közönsége előtt Rubens Barrichello szerezte meg pole-t Webber és Sutil előtt. A pontversenyt vezető Button az edzés második szakaszában kiesett, így a 14. helyről indult, míg Vettel a 15.-ről. A futam első köreiben meglehetősen sok esemény történt: Kovalainen megpördült, majdnem nekiütközve Fisichella Ferrarijának. Két kanyarral később Trulli összeütközött Sutillal, annak előzése közben, a balesetben Alonso is kiesett. Az utolsó eset a bokszutcában történt, amikor Kovalainen a tankolása után leszakította a tankolócsövet, amelyből az üzemanyag a mögötte haladó Räikkönen autójára került, rövid tüzet okozva (Räikkönen elsőszárnya megsérült amikor Webber előzésekor az ausztrál elévágott). A balesetben senki sem sérült meg. Az első kör incidensei után bejött a biztonsági autó, Button ekkor már a 9. helyen haladt a, kiesésekből profitálva. A brit szakasz után számos versenyzőt megelőzött, míg a pole-ból induló Barrichello boxkiállása után nem tudta megtartani első helyét, több helyet visszacsúszott. A verseny végén a brazil lassú defektet kapott, így egy nem tervezett gumicserét kellett beiktatnia. A versenyt Mark Webber nyerte Kubica, Hamilton, Vettel, Button, Räikkönen, Buemi és Barrichello előtt.
Bár Buttont második boxkiállásakor Hamilton és Vettel is megelőzte, ötödik helyével így is bebiztosította világbajnoki címét egy futammal a szezon vége előtt. A konstruktőri versenyben a Brawn-Mercedes szintén bebiztosította győzelmét.

### Abu-dzabi nagydíj

Yas Island Circuit

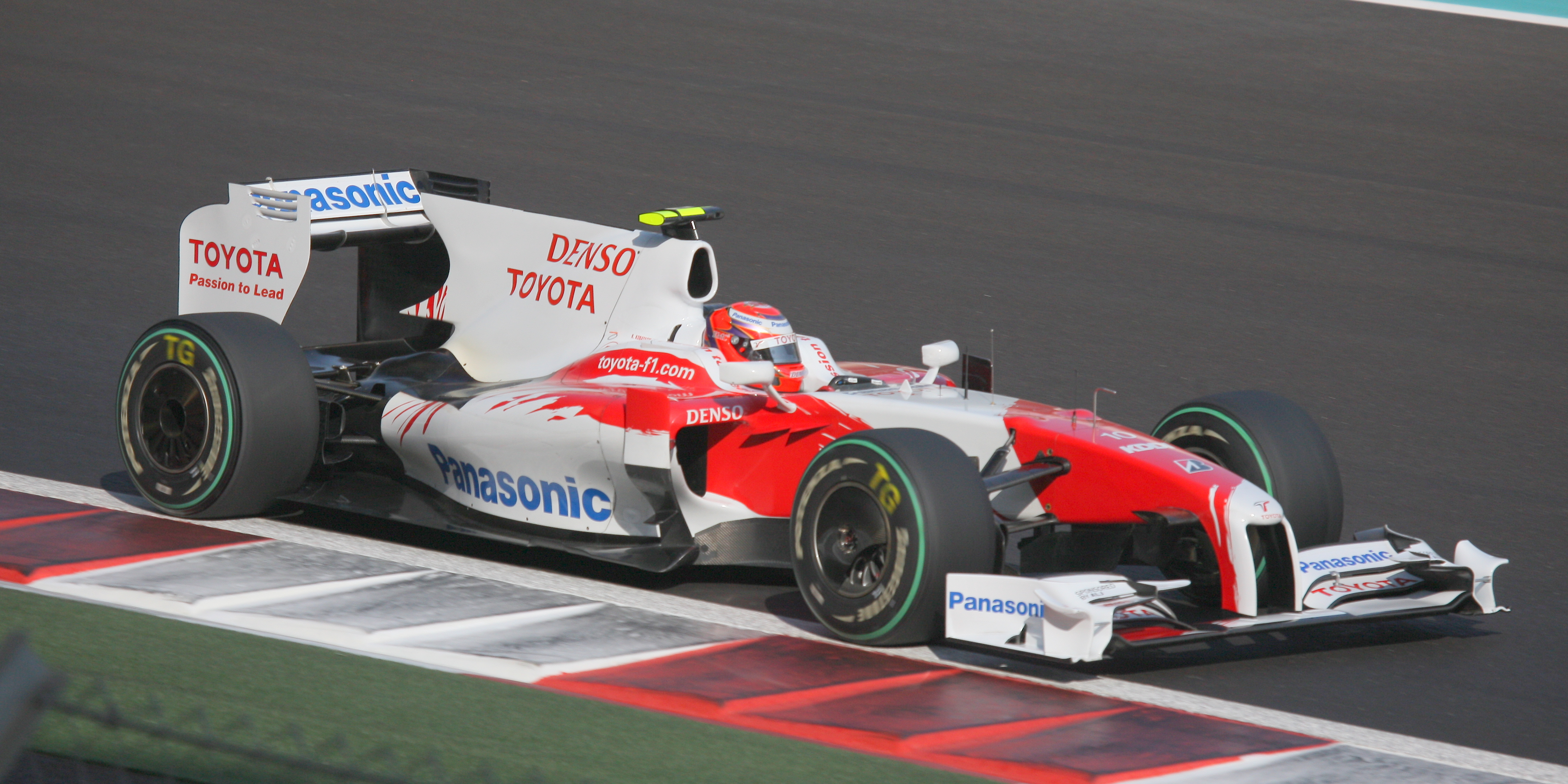
Kobajasi Kamui a Toyota utolsó versenyén

A világbajnokság tizenhetedik, egyben utolsó versenyét, az abu-dzabi nagydíjat 2009. november 1-jén rendezték Abu Dzabiban. A pályán egy kör 5,6 km, a verseny 56 körös volt.
Az alkonyatban kezdődő és az estében végződő versenyen Hamilton indult az első helyről, a két Red Bull Racing és a két Brawn előtt. A rajt után is maradt a Hamilton-Vettel-Webber sorrend, míg Button Barrichellót megelőzve a negyedik helyre jött fel.A Toro Rosso-s Alguersuari saját hibájából esett ki mert a boxban a Toro Rosso box helyett a Red Bull boxánál állt meg de még idejében elhajtott onnan mert mögötte jött Vettel.A spanyol versenyző üzemanyaga kifogyott mert nem tankoltak neki. Hamilton első boxkiállása előtt nem tudott elegendő előnyt szerezni, Vettel mögé került a 2. helyre, majd fékprobléma miatt kiesett. Button a 3. helyre jött fel így, a verseny végén pedig a lassuló Webbert is megközelítte, de megelőznie nem sikerült. Vettel nagy előnnyel nyerte az idényzárót Webber, Button, Barrichello, Heidfeld, az első pontjait szerző Kobajasi, Trulli és Sébastien Buemi előtt.
Button 95 ponttal zárta az idényt Vettel és Barrichello előtt, a Brawn-Mercedes 172 ponttal nyerte a konstruktőri bajnokságot a Red Bull, a McLaren és a Ferrari előtt.

## Végeredmény

### Nagydíjak
| #   | Nagydíj            | Pole pozíció         | Leggyorsabb kör    | Győztes versenyző  | Győztes konstruktőr | Összefoglaló |
| --- | ------------------ | -------------------- | ------------------ | ------------------ | ------------------- | ------------ |
| 804 | ausztrál nagydíj   | Jenson Button        | Nico Rosberg       | Jenson Button      | Brawn-Mercedes      | Összefoglaló |
| 805 | maláj nagydíj      | Jenson Button        | Jenson Button      | Jenson Button      | Brawn-Mercedes      | Összefoglaló |
| 806 | kínai nagydíj      | Sebastian Vettel     | Rubens Barrichello | Sebastian Vettel   | Red Bull-Renault    | Összefoglaló |
| 807 | bahreini nagydíj   | Jarno Trulli         | Jarno Trulli       | Jenson Button      | Brawn-Mercedes      | Összefoglaló |
| 808 | spanyol nagydíj    | Jenson Button        | Rubens Barrichello | Jenson Button      | Brawn-Mercedes      | Összefoglaló |
| 809 | monacói nagydíj    | Jenson Button        | Felipe Massa       | Jenson Button      | Brawn-Mercedes      | Összefoglaló |
| 810 | török nagydíj      | Sebastian Vettel     | Jenson Button      | Jenson Button      | Brawn-Mercedes      | Összefoglaló |
| 811 | brit nagydíj       | Sebastian Vettel     | Sebastian Vettel   | Sebastian Vettel   | Red Bull-Renault    | Összefoglaló |
| 812 | német nagydíj      | Mark Webber          | Fernando Alonso    | Mark Webber        | Red Bull-Renault    | Összefoglaló |
| 813 | magyar nagydíj     | Fernando Alonso      | Mark Webber        | Lewis Hamilton     | McLaren-Mercedes    | Összefoglaló |
| 814 | európai nagydíj    | Lewis Hamilton       | Timo Glock         | Rubens Barrichello | Brawn-Mercedes      | Összefoglaló |
| 815 | belga nagydíj      | Giancarlo Fisichella | Sebastian Vettel   | Kimi Räikkönen     | Ferrari             | Összefoglaló |
| 816 | olasz nagydíj      | Lewis Hamilton       | Adrian Sutil       | Rubens Barrichello | Brawn-Mercedes      | Összefoglaló |
| 817 | szingapúri nagydíj | Lewis Hamilton       | Fernando Alonso    | Lewis Hamilton     | McLaren-Mercedes    | Összefoglaló |
| 818 | japán nagydíj      | Sebastian Vettel     | Mark Webber        | Sebastian Vettel   | Red Bull-Renault    | Összefoglaló |
| 819 | brazil nagydíj     | Rubens Barrichello   | Mark Webber        | Mark Webber        | Red Bull-Renault    | Összefoglaló |
| 820 | abu-dzabi nagydíj  | Lewis Hamilton       | Sebastian Vettel   | Sebastian Vettel   | Red Bull-Renault    | Összefoglaló |

### Pontozási rendszer
| Helyezés | 1. | 2. | 3. | 4. | 5. | 6. | 7. | 8. | 9.-20. |
| -------- | -- | -- | -- | -- | -- | -- | -- | -- | ------ |
| Pont     | 10 | 8  | 6  | 5  | 4  | 3  | 2  | 1  | 0      |

### Versenyzők
(Táblázat értelmezése)

(Félkövér: pole-pozícióból indult; dőlt: leggyorsabb kört futott) 

| Helyezés | Versenyző            | AUS | MAL | CHN | BHR | ESP | MON | TUR | GBR | GER | HUN | EUR | BEL | ITA | SIN | JPN | BRA | UAE | Pont |
| -------- | -------------------- | --- | --- | --- | --- | --- | --- | --- | --- | --- | --- | --- | --- | --- | --- | --- | --- | --- | ---- |
| 1.       | Jenson Button        | 1   | 1   | 3   | 1   | 1   | 1   | 1   | 6   | 5   | 7   | 7   | Ki  | 2   | 5   | 8   | 5   | 3   | 95   |
| 2.       | Sebastian Vettel     | 13† | 15  | 1   | 2   | 4   | Ki  | 3   | 1   | 2   | Ki  | Ki  | 3   | 8   | 4   | 1   | 4   | 1   | 84   |
| 3.       | Rubens Barrichello   | 2   | 5   | 4   | 5   | 2   | 2   | Ki  | 3   | 6   | 10  | 1   | 7   | 1   | 6   | 7   | 8   | 4   | 77   |
| 4.       | Mark Webber          | 12  | 6   | 2   | 11  | 3   | 5   | 2   | 2   | 1   | 3   | 9   | 9   | Ki  | Ki  | 17  | 1   | 2   | 69.5 |
| 5.       | Lewis Hamilton       | Kiz | 7   | 6   | 4   | 9   | 12  | 13  | 16  | 18  | 1   | 2   | Ki  | 12† | 1   | 3   | 3   | Ki  | 49   |
| 6.       | Kimi Räikkönen       | 15† | 14  | 10  | 6   | Ki  | 3   | 9   | 8   | Ki  | 2   | 3   | 1   | 3   | 10  | 4   | 6   | 12  | 48   |
| 7.       | Nico Rosberg         | 6   | 8   | 15  | 9   | 8   | 6   | 5   | 5   | 4   | 4   | 5   | 8   | 16  | 11  | 5   | Ki  | 9   | 34.5 |
| 8.       | Jarno Trulli         | 3   | 4   | Ki  | 3   | Ki  | 13  | 4   | 7   | 17  | 8   | 13  | Ki  | 14  | 12  | 2   | Ki  | 7   | 32.5 |
| 9.       | Fernando Alonso      | 5   | 11  | 9   | 8   | 5   | 7   | 10  | 14  | 7   | Ki  | 6   | Ki  | 5   | 3   | 10  | Ki  | 14  | 26   |
| 10.      | Timo Glock           | 4   | 3   | 7   | 7   | 10  | 10  | 8   | 9   | 9   | 6   | 14  | 10  | 11  | 2   | Ni  |     |     | 24   |
| 11.      | Felipe Massa         | Ki  | 9   | Ki  | 14  | 6   | 4   | 6   | 4   | 3   | Ni  |     |     |     |     |     |     |     | 22   |
| 12.      | Heikki Kovalainen    | Ki  | Ki  | 5   | 12  | Ki  | Ki  | 14  | Ki  | 8   | 5   | 4   | 6   | 6   | 7   | 11  | 9   | 11  | 22   |
| 13.      | Nick Heidfeld        | 10  | 2   | 12  | 19  | 7   | 11  | 11  | 15  | 10  | 11  | 11  | 5   | 7   | Ki  | 6   | Ki  | 5   | 19   |
| 14.      | Robert Kubica        | 14† | Ki  | 13  | 18  | 11  | Ki  | 7   | 13  | 14  | 13  | 8   | 4   | Ki  | 8   | 9   | 2   | 10  | 17   |
| 15.      | Giancarlo Fisichella | 11  | 18† | 14  | 15  | 14  | 9   | Ki  | 10  | 11  | 14  | 12  | 2   | 9   | 13  | 12  | 11  | 17  | 8    |
| 16.      | Sébastien Buemi      | 7   | 16† | 8   | 17  | Ki  | Ki  | 15  | 18  | 16  | 16  | Ki  | 12  | 13  | Ki  | Ki  | 7   | 8   | 6    |
| 17.      | Adrian Sutil         | 9   | 17  | 17† | 16  | Ki  | 14  | 17  | 17  | 15  | Ki  | 10  | 11  | 4   | Ki  | 13  | Ki  | 18  | 5    |
| 18.      | Kobajasi Kamui       |     |     |     |     |     |     |     |     |     |     |     |     |     |     |     | 10  | 6   | 3    |
| 19.      | Sébastien Bourdais   | 8   | 10  | 11  | 13  | Ki  | 8   | 18  | Ki  | Ki  |     |     |     |     |     |     |     |     | 2    |
| 20.      | Nakadzsima Kazuki    | Ki  | 12  | Ki  | Ki  | 13  | 15† | 12  | 11  | 12  | 9   | 18† | 13  | 10  | 9   | 15  | Ki  | 13  | 0    |
| 21.      | Nelsinho Piquet      | Ki  | 13  | 16  | 10  | 12  | Ki  | 16  | 12  | 13  | 12  |     |     |     |     |     |     |     | 0    |
| 22.      | Vitantonio Liuzzi    |     |     |     |     |     |     |     |     |     |     |     |     | Ki  | 14  | 14  | 12  | 15  | 0    |
| 23.      | Romain Grosjean      |     |     |     |     |     |     |     |     |     |     | 15  | Ki  | 15  | Ki  | 16  | 13  | 16  | 0    |
| 24.      | Jaime Alguersuari    |     |     |     |     |     |     |     |     |     | 15  | 16  | Ki  | Ki  | Ki  | Ki  | 14  | Ki  | 0    |
| 25.      | Luca Badoer          |     |     |     |     |     |     |     |     |     |     | 17  | 14  |     |     |     |     |     | 0    |
| Helyezés | Versenyző            | AUS | MAL | CHN | BHR | ESP | MON | TUR | GBR | GER | HUN | EUR | BEL | ITA | SIN | JPN | BRA | UAE | Pont |

† A versenyző nem ért célba, de teljesítette a versenytáv 90%-át, ezért rangsorolva lett.

A maláj nagydíjat leintették piros zászlóval, és mivel még nem tették meg a táv 75%-át, mindenki a pontjainak a felét kapta meg.

Az újoncok eltérő színnel vannak jelölve.

### Konstruktőrök
| Helyezés | Konstruktőr          | Rajtszám | AUS | MAL | CHN | BHR | ESP | MON | TUR | GBR | GER | HUN | EUR | BEL | ITA | SIN | JPN | BRA | UAE | Pont  |
| -------- | -------------------- | -------- | --- | --- | --- | --- | --- | --- | --- | --- | --- | --- | --- | --- | --- | --- | --- | --- | --- | ----- |
| 1.       | Brawn-Mercedes       | 22       | 1   | 1   | 3   | 1   | 1   | 1   | 1   | 6   | 5   | 7   | 7   | Ki  | 2   | 5   | 8   | 5   | 3   | 172   |
| 1.       | Brawn-Mercedes       | 23       | 2   | 5   | 4   | 5   | 2   | 2   | Ki  | 3   | 6   | 10  | 1   | 7   | 1   | 6   | 7   | 8   | 4   | 172   |
| 2.       | Red Bull-Renault     | 14       | 12  | 6   | 2   | 11  | 3   | 5   | 2   | 2   | 1   | 3   | 9   | 9   | Ki  | Ki  | 17  | 1   | 2   | 153,5 |
| 2.       | Red Bull-Renault     | 15       | 13† | 15† | 1   | 2   | 4   | Ki  | 3   | 1   | 2   | Ki  | Ki  | 3   | 8   | 4   | 1   | 4   | 1   | 153,5 |
| 3.       | McLaren-Mercedes     | 1        | KIZ | 7   | 6   | 4   | 9   | 12  | 13  | 16  | 18  | 1   | 2   | Ki  | 12† | 1   | 3   | 3   | Ki  | 71    |
| 3.       | McLaren-Mercedes     | 2        | Ki  | Ki  | 5   | 12  | Ki  | Ki  | 14  | Ki  | 8   | 5   | 4   | 6   | 6   | 7   | 11  | 9   | 11  | 71    |
| 4.       | Ferrari              | 3        | Ki  | 9   | Ki  | 14  | 6   | 4   | 6   | 4   | 3   | NI  | 17  | 14  | 9   | 13  | 12  | 11  | 17  | 70    |
| 4.       | Ferrari              | 4        | 15† | 14  | 10  | 6   | Ki  | 3   | 9   | 8   | Ki  | 2   | 3   | 1   | 3   | 10  | 4   | 6   | 12  | 70    |
| 5.       | Toyota               | 9        | 3   | 4   | Ki  | 3   | Ki  | 13  | 4   | 7   | 17  | 8   | 13  | Ki  | 14  | 12  | 2   | Ki  | 7   | 59,5  |
| 5.       | Toyota               | 10       | 4   | 3   | 7   | 7   | 10  | 10  | 8   | 9   | 9   | 6   | 14  | 10  | 11  | 2   | NI  | 10  | 6   | 59,5  |
| 6.       | BMW Sauber           | 5        | 14† | Ki  | 13  | 18  | 11  | Ki  | 7   | 13  | 14  | 13  | 8   | 4   | Ki  | 8   | 9   | 2   | 10  | 36    |
| 6.       | BMW Sauber           | 6        | 10  | 2   | 12  | 9   | 7   | 11  | 11  | 15  | 10  | 11  | 11  | 5   | 7   | Ki  | 6   | Ki  | 5   | 36    |
| 7.       | Williams-Toyota      | 16       | 6   | 8   | 15  | 9   | 8   | 6   | 5   | 5   | 4   | 4   | 5   | 8   | 16  | 11  | 5   | Ki  | 9   | 34,5  |
| 7.       | Williams-Toyota      | 17       | Ki  | 12  | Ki  | Ki  | 13  | 15  | 12  | 11  | 12  | 9   | 18  | 13  | 10  | 9   | 15  | Ki  | 13  | 34,5  |
| 8.       | Renault              | 7        | 5   | 11  | 9   | 8   | 5   | 7   | 10  | 14  | 7   | Ki  | 6   | Ki  | 5   | 3   | 10  | Ki  | 14  | 26    |
| 8.       | Renault              | 8        | Ki  | 13  | 16  | 10  | 12  | Ki  | 16  | 12  | 13  | 12  | 15  | Ki  | 15  | Ki  | 16  | 13  | 16  | 26    |
| 9.       | Force India-Mercedes | 20       | 9   | 17  | 17† | 16  | Ki  | 14  | 17  | 17  | 15  | Ki  | 10  | 11  | 4   | Ki  | 13  | Ki  | 18  | 13    |
| 9.       | Force India-Mercedes | 21       | 11  | 18† | 14  | 15  | 14  | 9   | Ki  | 10  | 11  | 14  | 12  | 2   | Ki  | 14  | 14  | 12  | 15  | 13    |
| 10.      | Toro Rosso-Ferrari   | 11       | 8   | 10  | 11  | 13  | Ki  | 8   | 18  | Ki  | Ki  | 15  | 16  | Ki  | 13  | Ki  | Ki  | 7   | 8   | 8     |
| 10.      | Toro Rosso-Ferrari   | 12       | 7   | 16† | 8   | 17  | Ki  | Ki  | 15  | 18  | 16  | 16  | Ki  | 12  | Ki  | Ki  | Ki  | 14  | Ki  | 8     |
| Helyezés | Konstruktőr          | Rajtszám | AUS | MAL | CHN | BHR | ESP | MON | TUR | GBR | GER | HUN | EUR | BEL | ITA | SIN | JPN | BRA | UAE | Pont  |

† A versenyző nem ért célba, de teljesítette a versenytáv 90%-át, ezért rangsorolva lett.

A maláj nagydíjat leintették piros zászlóval, és mivel még nem tették meg a táv 75%-át, mindenki a pontjainak a felét kapta meg.
| Helyezés | +/- | Csapat      | Modell  | Motor    | Gumi | Start | Győzelem | Dobogós hely | Pole pozíció | Leggyorsabb kör | Pont  |
| -------- | --- | ----------- | ------- | -------- | ---- | ----- | -------- | ------------ | ------------ | --------------- | ----- |
| 1        | +8* | Brawn GP    | BGP 001 | Mercedes | B    | 17    | 8        | 15           | 5            | 4               | 172   |
| 2        | +5  | Red Bull    | RB5     | Renault  | B    | 17    | 6        | 16           | 5            | 6               | 153.5 |
| 3        | -1  | McLaren     | MP4-24  | Mercedes | B    | 17    | 2        | 5            | 4            | 0               | 71    |
| 4        | -3  | Ferrari     | F60     | Ferrari  | B    | 17    | 1        | 6            | 0            | 1               | 70    |
| 5        | 0   | Toyota      | TF109   | Toyota   | B    | 17    | 0        | 5            | 1            | 2               | 59.5  |
| 6        | -3  | BMW Sauber  | F1.09   | BMW      | B    | 17    | 0        | 2            | 0            | 0               | 36    |
| 7        | +1  | Williams    | FW31    | Toyota   | B    | 17    | 0        | 0            | 0            | 1               | 34.5  |
| 8        | -4  | Renault     | R29     | Renault  | B    | 17    | 0        | 1            | 1            | 2               | 26    |
| 9        | +1  | Force India | VJM02   | Mercedes | B    | 17    | 0        | 1            | 1            | 1               | 13    |
| 10       | -4  | Toro Rosso  | STR4    | Ferrari  | B    | 17    | 0        | 0            | 0            | 0               | 8     |

- +/- A csapat helyezése 2008-hoz képest

* A csapat helyezése az előző évi jogelődhőz képest (Honda→Brawn GP)

## Közvetítések
A 2009-es szezonban az RTL Klub csatorna közvetítette élőben az időmérő edzéseket és a futamokat, az ismétlések a Sportklubon voltak láthatók. A magyar nagydíj kivételével valamennyi futamot a budapesti stúdióból kommentálták. A kommentátorok Palik László és Czollner Gyula voltak, Palikot szükség esetén Wéber Gábor helyettesítette szakkommentátorként. A helyszíni riporter futamonként egymást váltva Szujó Zoltán és Faragó András volt. A stúdióműsorokat Gyulai Balázs és Héder Barna vezették, állandó vendégeik Wéber Gábor és Szabó Róbert voltak.